# رنسانس کارولنژی

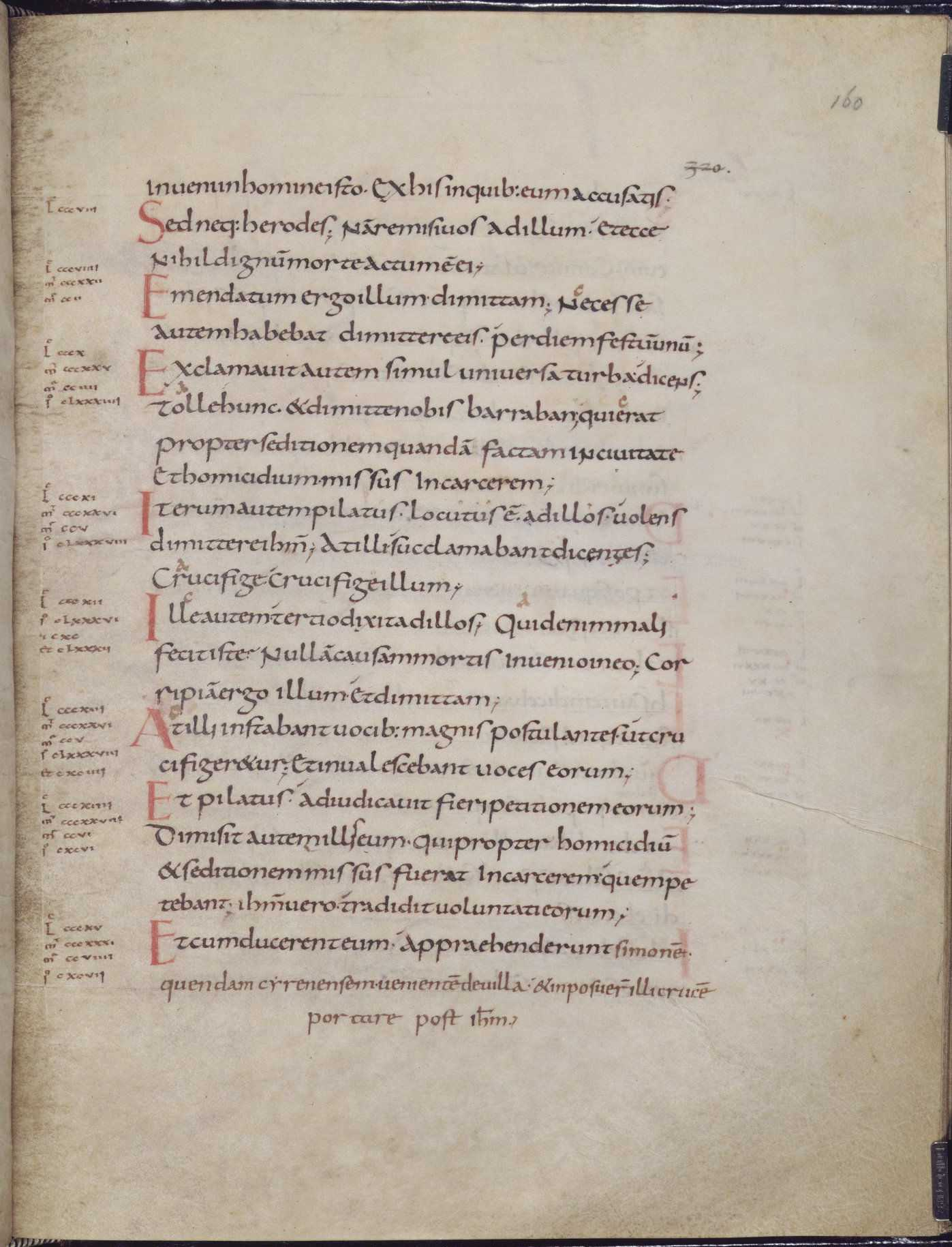
دستخطی بجا مانده از رنسانس کارولنژی

رنسانس کارولنژی (انگلیسی: Carolingian Renaissance) از قرن ۸ میلادی، از دوران شارل کبیر آغاز شد و تا قرن ۹ میلادی ادامه داشت. در سال ۳۹۵ میلادی بود که امپراتوری روم میان دو فرزند تئودئوس یکم، یعنی هونوریوس و آرکادیوس تقسیم شد؛ از همین زمان ضعف و انحطاط امپراتوری روم نیز آغاز شد. اقوام ژرمن در طایفه‌های مختلف فرانک، هون، ساکسون، آنگل، ویزیگوت و… وارد روم شدند؛ مردم که توان رویارویی با آن‌ها را نداشتند و از اوضاع امپراتوری روم هم خسته شده بودند، دروازه‌ها را برای ژرمن‌ها گشودند و با این افراد همچون نجات‌بخشان خود رفتار کردند. با گذر زمان و اسکان فرانک‌ها در نزدیکی موز و اسکات، سلسلهٔ مروونژیان پدید آمد. این حکومت قدرت را از قرن ۵ تا قرن ۸ میلادی در دست داشت و به خاطر بی‌کفایتی آن‌ها، افرادی به نام کاخبان امور کشور را در دست داشتند و درواقع این‌ها کسانی بودند که کشور را اداره می‌کردند. در سال ۷۵۱ میلادی این سلسله فروپاشید و کاخبانان که در تمام این مدت قدرت را دست داشتند، جانشین مروونژیان شدند.
شارل مارتل که مدتی بعد با عنوان «کارلوس مانیوس» و «شارلمانی» هم شناخته شد، قدرت را به دست گرفت. او نبردهای بسیاری با فرانک‌ها، مسلمانان و دیگر اقوام داشت؛ جانشین وی پپن کوتاه شد. او موفق شد طی دو عملیات لومباردها را شکست دهد و قسمتی از متصرفات خود را نیز به پاپ واگذار کند که به عنوان اهدایی پپن شناخته شد. پس از او شارلمانی قدرت را به دست گرفت. وی در دوران حکومت خود ۵۴ بار لشکرکشی کرد و باعث پیشرفت شگرفی در زمینهٔ هنر و علم شد. در سال ۸۰۰ میلادی، پاپ لئوری سوم تاج سلطنتی را بر سر او گذاشت و این چنین شارلمانی شاه کارولنژیان شد. وی در سال ۸۱۴ میلادی درگذشت و از همین زمان سلسلهٔ کارولنژیان ضعیف شد.
حدود قرن ۴ میلادی بود که صومعه‌هایی در مصر، فلسطین و… ایجاد شد و سپس در قرن ۵ میلادی بود که نخستین دیر یعنی سنت بندکیت ساخته شد. این دیرها مدارسی بود برای راهبان تا به نسخه‌برداری کتب مختلف بپردازند و علوم هندسه، لاتین، نجوم، صرف و… نیز آموزش داده‌شود. در ایرلند و انگلستان هم مدارس دیگری ایجاد شد؛ در سال‌های بعد کتاب‌های نوشته شده در این مدارس و دانش آن‌ها به رنسانس کارولنژی بسیار یاری رساند. سنت ساخت صومعه و کلیسا در دوران مروونژیان هم ادامه پیدا کرد، اما به دلیل فروپاشی امپراتوری روم و سلب آن آرامش سابق پیشرفت چشمگیری حاصل نشد.
شارل در قرن ۸ میلادی متوجه وخامت اوضاع شده بود. به فرمان او مدارسی ایجاد شد تا روحانیان و درباریان که از سواد اندکی برخوردار بودند در این مدارس آماده پذیرفتن وظایف خود شوند. کتاب‌های درسی مهمی در طول قرن ۴ تا ۶ میلادی توسط بوئتیوس و پریسین و داناتوس نوشته‌شد که جز منابع درسی مهم کارولنژیان شد. در مدارس کارولنژی ۷ علم دستور زبان، بلاغت، منطق، حساب، نجوم، موسیقی و هندسه آموزش داده می‌شد و با یادگیری این‌ها فرد اجازه داشت آثار دیگر دوران هم مطالعه کند.
۹۰ درصد آثاری که از روم باقی مانده‌است، مربوط به دوران کارولنژیان است که درواقع در همان دوران رنسانس کارولنژیان نوشته شدند. هنر رومی که با هجوم بربرها نابود شده بود در این دوران دوباره پیشرفت کرد و نقاشی‌ها و ساختمان‌های بسیاری ایجاد شد. در دورهٔ کارولنژیان حدود ۲۷ کلیسا، ۴۱۷ صومعه ایجاد شد؛ یکی از زیباترین کلیساها نیز کلیسا اکسل لاشاپل است.

## فروپاشی امپراتوری روم
امپراتوری روم آنچنان نیرومند شده بود که هیچ‌کس توانایی مقابله با آن را نداشت، در سال ۳۹۵ م، پس از تئودئوس یکم، سرزمین او میان ۲ فرزندش، هونوریوس (امپراتوری رم غربی) و آرکادیوس (رم شرقی) تقسیم شد. از همین زمان عوامل فروپاشی و ضعف امپراتوری شکل گرفت. امپراتوری رم تاحدی ضعیف شده بود که اقوام ژرمن به هنگام ورود به کشور به عنوان نگهبان در دربار امپراتوری رم به فعالیت می‌پرداختند و خیلی زود با فرهنگ رمی هم عجین شدند و آن را پذیرفتند. 

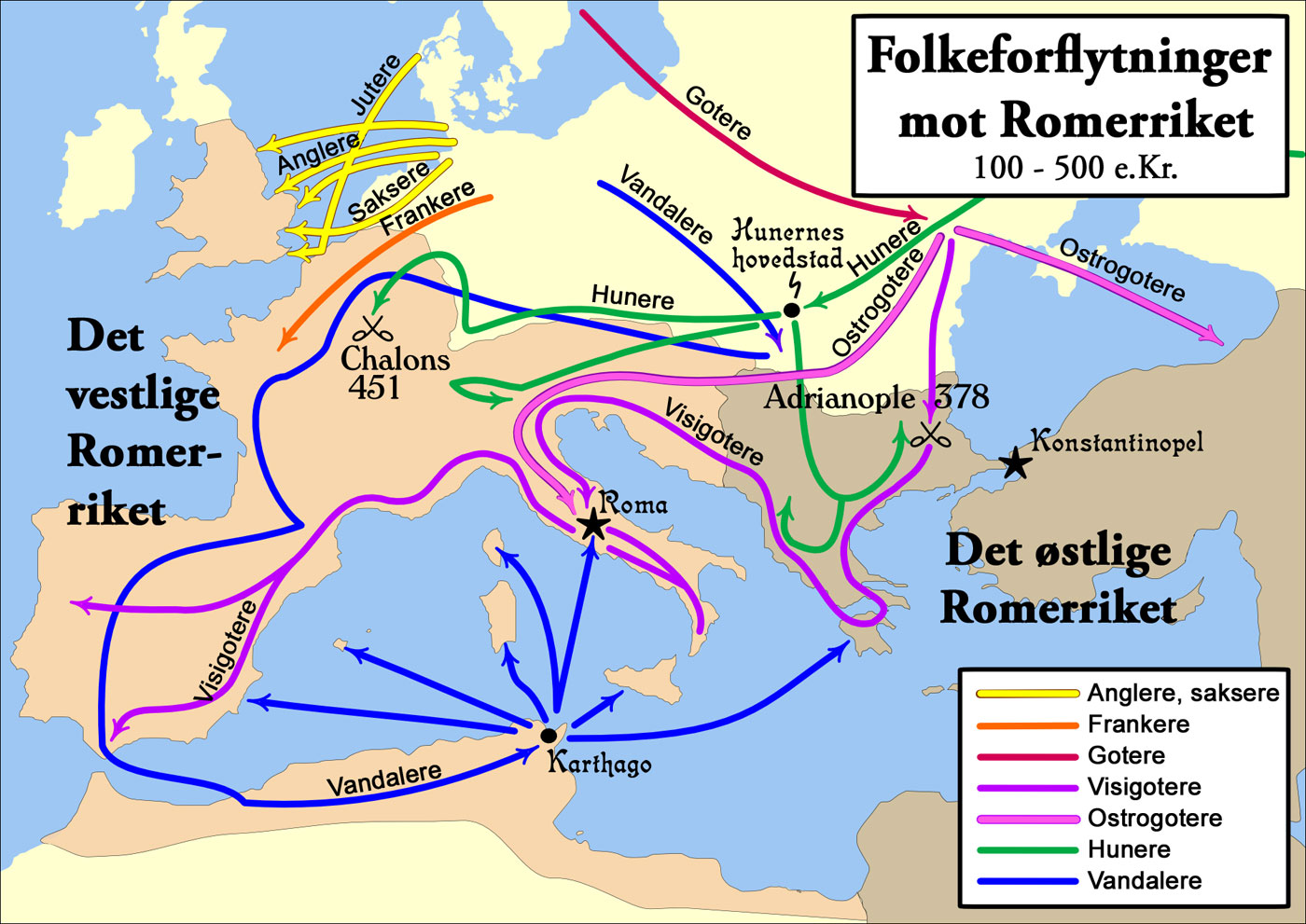
نقشهٔ تسخیر امپراتوری روم

 اقوام ژرمن به چند طایفهٔ واندال، گوت، ویزیگوت، فرانک، هون، انگل‌ها و ساکسون‌ها تقسیم می‌شدند. در همان سالی که تئودئوس اول فوت کرد، فرماندهٔ گوت‌ها، آلاریک از جانب روم شرقی به یونان حمله کرد و طی قرارداد صلحی که با آرکادیوس به امضا رساند، از آتن محافظت کرد و سپس به سمت غرب حرکت کرد. او در سال ۴۰۱ م به سمت ایتالیا رفت اما ستیلیکو، فرماندهٔ معروف رومی موفق شد در برابر آلاریک مقاومت کند و او را شکست دهد. مدتی بعد که ستیلیکو درگذشت فرصت جدیدی برای آلاریک پیش آمد تا به روم حمله کند. آلاریک در سال ۴۰۸ م به روم لشکرکشی کرد و بالاخره موفق شد دو سال بعد این شهر را که در طول ۸۰۰ سال گذشته به تصرف کسی در نیامده بود تصرف کند. آلاریک خیلی زود در سال ۴۱۰ م در کوزتسا درگذشت و موفق نشد به آنچه آرزویش را داشت برسد.
می‌توان گفت وندال‌ها هم جز اقوامی بودند که در سقوط امپراتوری رم تأثیر به سزایی گذاشتند، آن‌ها مرزهای آفریقا و اسپانیا را تحت در دست داشتند. وندال‌ها بخش جنوبی فرانسه را به تصرف خویش درآوردند و شهر تولوز را به پایتختی برگزیدند. در سال ۴۵۵ م بود که رم بار دیگر توسط این اقوام ژرمن مورد حمله قرار گرفت. فرماندهٔ این نبرد ژنزریک بود. شهر تصرف شد و آخرین امپراتور روم که رمولوس اوگوستوس زندانی شد. مدتی بعد یکی دیگر از فرماندهان به نام اودوآکر اعلام کرد که در امپراتوری روم غربی نیازی به امپراتور نیست و خودش را شاه ایتالیا نامید؛ به این صورت بود که امپراتوری روم غربی سقوط کرد. مردمان روم که از مالیات‌های سنگین امپراتوری خسته شده بودند با اقوام ژرمن همچون قهرمانان و نجات‌بخشان خود رفتار کردند. مردم دروازه‌ها را برای آن‌ها باز کردند، در ارتش‌های آن‌ها حضور پیدا کردند و حتی بردگان و کلن‌ها هم به آن‌ها پیوستند.

## پیدایش قدرت و دولت فرانک‌ها
امپراتوری روم در سال ۴۷۶ م سقوط کرد. اروپای غربی مورد تهاجم اقوام مختلف بربر قرار گرفته بود؛ اوضاع و اصول فرهنگی، اجتماعی، اقتصادی و سیاسی رم درحال فراموشی بود. در قسمت شمالی گل‌ها، فرانک‌ها در شرق، بورگوندی‌ها در ایتالیا، اوستروگوت‌ها در جنوب غربی گل و ویزیگوت‌ها هم در اسپانیا ساکن شدند. قوم فرانک‌ها پیش از آن که وارد سرزمین روم شوند در ساحل رود راین و اسکیلت ساکن بودند. آن‌ها به ۲ دسته تقسیم می‌شدند و قسمت اعظمی از باتاویا به آن‌ها متعلق بود. در نیمهٔ قرن ۳ میلادی بود که طی اتحادی که میان قبایل فرانک‌های ساکن در شمال شرقی گل صورت گرفت، آن‌ها به روم هجوم آوردند و تا ساحل نورماندی و در جنوب هم تا پیرنه پیش آمدند. در قرن ۳ م رومیان از ژرمن‌ها استفاده کردند؛ آن‌ها را در نواحی مرزی مستقر ساختند و وارد ارتش کردند و به این صورت کمی اوضاع را آرام کردند. ژولین و تئودوس، دو امپراتور روم غربی هنگامی که متوجه شدند توان مقابله و رویارویی با اقوام فرانک‌ها را ندارند تصمیم گرفتند به آن‌ها اجازه دهند در میان موز و اسکات ساکن شوند؛ تنها به این شرط که از این سرزمین‌ها در مقابل دیگر قبایل دفاع کنند. سالیان‌ها و ریپوئرها از زمان آئیتوس با امپراتوری روم متحد شده بودند و حتی همانند ویزیگوت‌ها در سال ۴۵۱ م برضد هون‌ها جنگیدند. آن‌ها مثل ویزیگوت‌ها و اوستروگوت‌ها سازمان یافته نبودند و چنین دولتی نداشتند. فرانک‌ها مثل اقوام ژرمن شرک پرست بودند و خدایان آسمان، جنگ، تور و… را می‌پرستیدند. رئیس قبیله پیشوای سیاسی و مذهبی آن‌ها بود. آن‌ها از جایی که امروزه فرانسه می‌نامیم و قبلاً به ژرمانی معروف بوده به سمت غرب پیشروی کردند. فرانک‌ها نظم جدیدی در پیش نگرفتند و بعد از این که در سرزمین گل هم ساکن شدند همان نظام قدیمی خود را داشتند. اما در مقایسه با بورگوندی‌ها و ویزیگوت‌ها این اقوام در محلی ساکن شده بودند که تعداد رومیان بیشتر بود و جوامع اجتماعی‌تری هم محسوب می‌شد و به همین خاطر خیلی سریع‌تر از اقوام دیگر با آن‌ها عجین شدند.

## دودمان مروونژیان
سلسلهٔ مروونژیان یکی از دودمان‌های پادشاهی فرانکی بود که در محدودهٔ فرانسهٔ امروزی و در طول قرن ۵ تا ۸ میلادی حکومت کردند. تاریخ این سلسله از نوشته‌های «گالورمن» و «اگوستن تیری» به دست آمده‌است. شاهان این دودمان بنابر آنچه در تاریخ نوشته‌شده بی‌کفایت بودند و از عهدهٔ کارهای حکومتی خود برنمی‌آمدند؛ آن‌ها امور دربار و دولت را به دست افراد دیگری که کاخبان نامیده می‌شدند، می‌دادند. این کاخبان‌ها بعداً سلسلهٔ مروونژیان را تأسیس کردند. بنیانگذار این سلسلهٔ به درستی مشخص نیست؛ اما شخصی به نام مرووش را شاه افسانه‌ای می‌دانند که این سلسله را تأسیس کرده‌است. پس از او نوهٔ وی، کلوویس حکومت مروونژیان را به دست گرفت. کلوویس در سال ۴۸۱ م، وارث حکومت فرانک‌ها شد؛ او تنها ۱۵ سال داشت که رئیس قبیله شد. با اینکه وی جوان بود اما حدود ۲۵ سال بعد سپاه روم را در گل شکست داد. وی در سال ۵۰۹ م خود را پادشاه فرانک‌ها دانست و با این کار او، اولین پادشاه از سلسلهٔ مروونژین‌ها انتخاب شد. کلوویس هم همانند افراد ژرمنی دیگر مسیحیت را پذیرفت و به کلیسای رم پیوست. او از مسیحیت دفاع می‌کرد و مدافع آن بود و همین امر باعث شد حمایت مردم هم به خود جلب کند. اوضاع حکومت مروونژیان بسیار ناگوار بود، اعضای این دودمان برای تصاحب پادشاهی به جان هم افتاده‌بودند و به جنگ و ستیز مشغول بودند. کلوویس هنگامی که مرگ خود را نزدیک می‌دید تصمیم گرفت ارث خود را براساس رسم ژرمنی میان ۴ پسر خود تقسیم کند و باعث شد این رسم میان پادشاهان فرانک‌ها نیز باقی بماند. این سلسله در سال ۷۵۱ م بود که از میان رفت و کارولنژین‌ها که کاخبانان آن‌ها بودند قدرت را به دست گرفتند.

## کاخبان‌ها و اولین شاهان کارولنژینی
هنگامی که کلوویس درگذشت، مروونژی‌ها تلاش کردند سرزمین‌های خود را دوباره یکپارچه کنند و همین امر باعث درگیری دوباره میان مروونژِی‌ها شد؛ آن‌ها به این خاطر دست به هرکاری می‌زدند. تاریخ نگار قرن ۶ گرگوریوس توری می‌گوید: «فرد گوند قصد داشت خودش ملکه شود و به همین خاطر از هیچ قتل و شکنجه‌ای فروگذاری نکرد وی پسر خود را به قتل رساند؛ اما دخترش نیز مشکل‌ساز شده بود.» به آخرین پادشاه سلسلهٔ مروونژیان، «شاهان بی‌کاره» می‌گویند. 

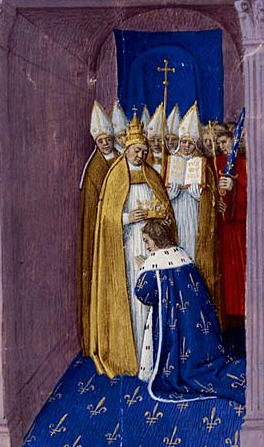
پپن کوتاه به هنگام تاجگذاری

 آن‌ها زندگی خود را در انزوا و در کاخ‌های خود سپری می‌کردند، حکومت و ارادهٔ مملکت کاملاً در دست کاخبان‌ها بود و مقام آن‌ها درحد نخست‌وزیر بریتانیا بود. در قرن ۸ میلادی، فردی به نام شارل مارتل، که یکی از کاخبانان بود، شاه شد و فرزندان او بودند که سلسلهٔ کارولنژین‌ها را به راه انداختند. شارل مارتل در سال ۷۱۴ م به عنوان کاخبان «استراسیا» خدمت کرده‌بود و در سال ۷۳۲ م نیز موفق شده بود مسلمانان را در نزدیکی پواتیه شکست دهد. شارل مدتی بعد به «کارلوس مانیوس» و «شارلمانی» هم معروف شد. شارل مارتل موفق شد فرانک‌ها را به نیروهای سواره‌نظام قوی تبدیل کند؛ شارلمانی در نبردها ضربات سنگینی به دشمنان خود وارد می‌کرد و به همین منظور او را «شارل چکش» نامیدند. در سال ۷۳۲ م بود که سپاه مسلمانان درگیر این ضربات سنگین و سخت در تور شد. مسلمانان موفق شده بودند ۲۰ سال پیش اسپانیا را فتح کنند و در آن زمان هم درحال پیشروی در شمال اروپا بودند. اما درست پس از شکستی که در تور خوردند، دیگر هرگز شمال کوه‌های پیرنه را ندیدند.
شارل مارتل خود را به عنوان پادشاه فرانک‌ها خطاب نمی‌کرد؛ اما فرزند وی، پپن کوتاه از این لفظ استفاده می‌کرد و در سال ۷۵۱ م بود که اولین فرمانروای کارولنژین شد. حدود ۱۲ سال بعد استفانوس دوم با پپن سوم دیدار کرد تا صحبتی در مورد کنترل لمباردها داشته باشند. استفانوس دوم (پاپ) درخواستی از پپن داشت که حدود ۱۵۰ سال پیش گرگوریوس اول از فرانک‌ها داشت. اما ماجرا این بار فرق داشت، کلیسا و فرانک‌ها با یکدیگر متحد شده بودند. پپن اولین بار که پاپ پیشنهاد خود را مطرح کرد، نپذیرفت اما پس از مدتی به این شرط که حکومت مروونژیان را در عوض شکست دادن لومباردها به دست گیرد، پذیرفت. حمایت پاپ از پپن و مسح وی با روغن از جانب نمایندهٔ پاپ باعث شد فرانک‌ها تحت تأثیر قرار گیرند و پرسشی درمورد حکمرانی کارولنژین‌ها باقی نماند. پپن موفق شد طی ۲ عملیات لومباردها را شکست دهد؛ وی قسمتی از قلمرو آن‌ها را به پاپ واگذار کرد. زمینی که پپن به پاپ هدیه داد به اهدایی پپن معروف شد و با سرزمین‌های اطراف رم درآمیخت و دولت‌های پاپی را تشکیل داد که تا سال ۱۸۷۰ م باقی مانده‌بود. این اتحاد که میان پادشاه فرانک‌ها و پاپ صورت گرفت، از اهداف مهم پاپ بود و استقلالی که می‌خواست را کسب کرد. با قدرتی که فرانک‌ها به دست آورده‌بودند نه بیزانس و نه پادشاه لومباردها توان تسخیر کشور را نداشتند. البته باید درنظر داشت که شاید خود فرانک‌ها قصد داشتند قدرت را در رم به دست گیرند؛ زیرا آن‌ها بسیار قدرتمند شده بودند و پهناورترین منطقه را پس از سقوط امپراتوری روم ایجاد کرده‌بودند. فرانک‌ها، هنگامی که مشغول ایجاد این پادشاهی بودند دشمنان بسیاری پیدا کردند و در مقابل آن‌ها، به نیک‌خواهی پاپ نیاز داشتند.

## فرمانروایی شارلمانی

### به قدرت رسیدن شارل کبیر
پس از مرگ پپن در سال ۷۶۸ م، شارلمانی، پسر او قدرت را به دست گرفت. شارلمانی، بزرگ‌ترین پادشاه کارولنژیان بود. وی از سال ۷۷۱ م تا ۸۱۴ م حکمرانی کرد. نام او از عبارت (به انگلیسی: carolus magnus) (شارل کبیر) گرفته شده‌است. در دوران این پادشاه، حکومت فرانک‌ها تا حدی گسترش پیدا کرد که اکثر مناطق اروپای غربی را زیر پرچم خود درآورد و به امپراتوری تبدیل شد. او ۵۴ بار در طول حکومت خود لشکرکشی کرد. در دورهٔ شارلمانی هنر و دانش نیز از سرگرفته شد و رشد چشمگیری داشت. شارلمانی پس از به حکومت رسیدن، در سال ۷۷۳ م بر لومباردها تسلط یافت و تاج ایتالیا هم برسر پسر خود گذاشت؛ اما او زمامدار واقعی حکومت ایتالیا بود. وی سپس به نبرد با ساکسون‌ها رفت و در سال ۸۰۴ م بود که طی یک ۱۸ جنگ خونین موفق شد ساکسون‌ها را شکست دهد و آنچه ما امروزه به عنوان آلمان می‌شناسیم را به مناطق حکمرانی خود بیفزاید. شارلمانی تلاش کرد تمام ساکسون‌ها را مسیحی کند؛ اما اکثر آن‌ها هنگامی کلیسا را انتخاب کردند که تهدید به مرگ شدند. 

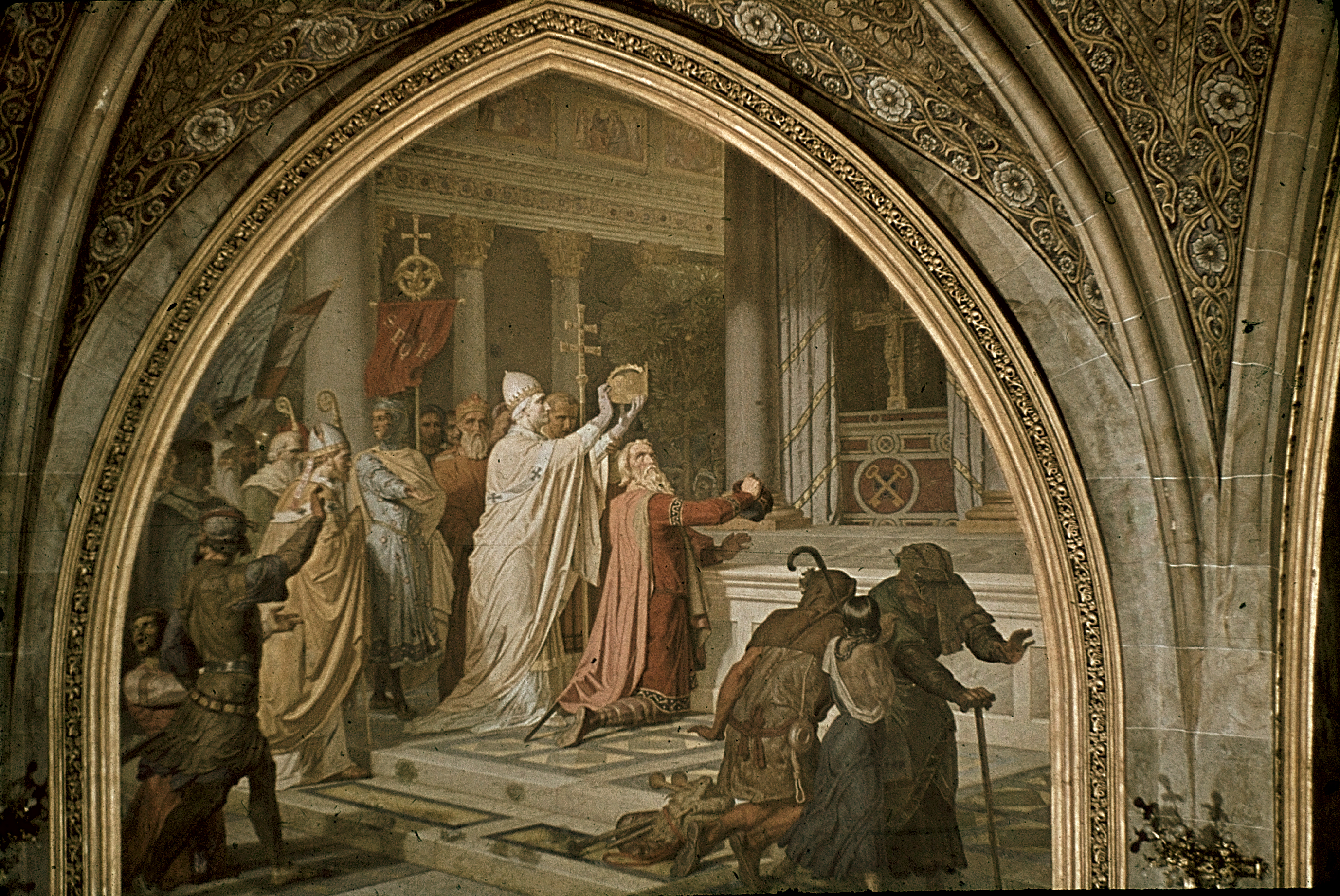
تاجگذاری شارلمانی توسط پاپ لئون سوم

 وی استان‌ها و سرزمین‌های مرزی میان دو قلمرو غربی و شرقی‌اش را ایجاد کرد و آن‌ها را پایگاه‌هایی برای حفظ دولت فرانکی شرقی می‌نامید؛ این مسئله به این خاطر بود که فرانک‌ها این مناطق شرقی را از آن خود می‌دانستند، البته با آن که نیرو و امکانات کافی برای تصاحب آن نداشتند. این اعتقاد فرانک‌ها موجب شد اروپای شرقی قرن‌ها مورد حملهٔ ژرمن‌ها قرار گیرد که (به انگلیسی: drang nach osten) نیز نام گرفت. شارلمانی مدتی بعد حتی به سمت اسپانیا هم حرکت کرد؛ تاحدی که در جنگ با لومباردها و ساکسون‌ها پیروزی به دست آورده‌بود، در این نبرد موفقیتی کسب نکرد؛ اما موفق شد به مناطق جنوبی کوه‌های پیرنه راه پیدا کند؛ متأسفانه شارلمانی موفق نشد هیچ‌کدام از بخش‌های تحت تسلط مسلمانان را به دست آورد. مسلمانان در آن دوران شبه جزیرهٔ اسپانیا را در دست داشتند. پادشاهی شارلمانی از ساحل غربی اروپا تا یک هزار مایل به جانب شرقی یعنی تا رودخانهٔ الب ادامه داشت و از جانب دریای شمال تا دریای مدیترانه نیز وسعت داشت؛ درواقع منطقه‌ای به اندازهٔ یک پنجم ایالت متحده بود و شامل فرانسه، سوئیس، بخشی از آلمان و اتریش امروزی بود. این سرزمین حتی بدون اسپانیا هم بسیار گسترده بود. در کریسمس سال ۸۰۰ م بود که پاپ لئوری سوم، تاج امپراتوری روم را بر سر شارلمانی گذاشت. دولت فرانکی تمام سرزمین‌های امپراتوری را دربر نمی‌گرفت و شاهان بیزانس هم همچنان ادعا داشتند که امپراطوران روم هستند و شارلمانی نیز چنین عنوانی را نمی‌خواست. اینهارد در این مورد اینچنین نوشته‌است: «اگر او (شارلمانی) از قصد پاپ خبر داشت در آن روز پا به کلیسا نمی‌گذاشت.» این چنین به نظر می‌رسد که در روز کریسمس، هنگامی که شارلمانی مشغول عبادت بود، پاپ او را غافلگیر کرده و تاج را بر سر او گذاشته‌است. پس هنگامی که پاپ این مقام را در مقابل چشم همگان به شارلمانی اعطا کرده، او به خود این اجازه را نمی‌داد که شکاف بزرگی میان خود و پاپ ایجاد کند و این عنوان را به سادگی رد کند. به نظر می‌رسد پاپ لئوری خواهان نیروی امپراتوری غربی بود تا سدی در مقابل خواسته‌های امپراتوری بیزانس باشد. این عنوان برای شارلمانی آنچنان هم ارزش نداشت و همین لقب به زودی جنگی میان فرانک‌ها و بیزانسی‌ها به ارمغان آورد که خود شارلمانی هم طالب آن نبود.

### افسانه‌های شارلمانی
شارلمانی پادشاهی با چهرهٔ برجسته بود که در طول ۵۰ سال فرمانروایی‌اش مردم شخصیت غول‌آسایی از وی ساخته بودند. در قرن‌های بعد افسانه‌ها و داستان‌هایی پیرامون این پادشاه شکل گرفت که او را به رهبری فرا انسانی تبدیل کرد و این چنین به آیندگان معرفی شد. این داستان‌ها حقیقت کوچکی را با قهرمانان، شاهزاده‌خانم‌ها، اژدهایان و تبهکاران و… می‌آمیخت. شارلمانی همانند آرتور شاه دسته‌ای از شوالیه‌های دلیر و افراد آزموده را در کنار خود داشت؛ این شوالیه‌ها «پالادین» نام داشتند و ۱۲ نفر بودند. در سال ۷۷۸ م بود که شارلمانی اسپانیا را ترک کرد و سپاه وی با باسک‌های کوهستان پیرنه در رونسس والز غافلگیر و درگیر شدند؛ آن‌ها تمام عقبدار سپاه شارلمانی را نابود کردند. رولان، فرماندار قسمت مرزی سرزمین بریتانی بود، ولی هنگامی که کشته شد، جز یکی از بزرگ‌نرین فرماندهان شارلمانی شناخته و درنظر گرفته شد؛ البته گاهی نامش به اورلاندو نیز تغییر داده شده‌است.
مرگ رولان و نبردی که در رونسس والز صورت گرفت یکی از معروف‌ترین و بزرگ‌ترین حماسه‌ها را در قرون وسطی ترتیب داد که با عنوان سرود رولان نیز شناخته شده‌است. این حماسه اصلاً نزدیک به ماجرای تاریخی آن نیست و کاملاً نمایشی است. در سرود رولان نوشته‌شده شارلمانی هنگامی که اسپانیا را از مسلمانان می‌گیرد و به حکمرانی خود درمی‌آورد درحال بازگشت است. اما بنابر آنچه ثبت شده، شارلمانی هرگز جز نوار کوچکی که در شمال قرار داشته سرزمین دیگری را اشغال نکرده‌است. جز این مورد در این شعر، حملهٔ رونسس والز به دلیل تباهی یک شوالیهٔ فاسد و مسلمان بوده‌است، درصورتی که هیچ توطئه‌ای در این میان صورت نگرفته و حمله‌کنندگان هم باسک‌ها بودند.

### میراث شارلمانی
حکومت رم از هم فروپاشید و حتی حکومت شارلمانی هم نتوانست جایگزین آن شود؛ ولی نمی‌توان از علاقهٔ امپراتور فرانک‌ها به قانون در قرون وسطا چشم پوشید و درنظر نگرفت. شارلمانی هنگامی که به حکومت رسید تصمیم گرفت نظام حقوقی فرانک‌ها را تغییر دهد و سامان بخشد. اینهارد در این مورد می‌گوید امپراتور هنگامی که قدرت را به دست گرفت متوجه نواقص قوانین بود؛ زیرا فرانک‌ها دو نظام حقوقی داشتند. پس او سعی کرد آنچه که این نظام کم داشت را به این قوانین اضافه کند، آنچه نادرست است را حذف کند و آنچه که نیاز به اصلاح دارد را اصلاح کند. شارلمانی فرمان داد آنچه از قوانین و مقررات در دوران وی و پیش از آن در سرتاسر امپراتوری نوشته شده‌است را جمع‌آوری کنند و به ثبت برسانند. شارلمانی زنده نماند تا این جریان حقوقی را به پایان برساند اما آن را آغاز کرد. دیوید نیکولاس در این مورد می‌گوید: «گرچه یکپارچه سازی اروپا… دستاوردی شخصی بود که تنها یک نسل پس از مرگ شارلمانی دوام آورد، اما دگرگونی نهادهای مرسوم محلی می‌بایست در سراسر قرون وسطی باقی می‌ماند.» شارلمانی اصلاحات ارزنده‌ای به انجام رساند؛ اما در میان آن‌ها «تقویت و پالایش نظام فئودالی» اهمیت بسیاری داشت. در سدهٔ ۸ میلادی، پاپ «اهداییه قسطنطین» را که در سال ۳۱۳ امپراتوری روم به اسقف رم تقدیم کرده‌بود را عرضه کرد در این اهداییه کنترل بخش‌های غربی امپراتوری به عهدهٔ اسقف رم بود. پاپ‌ها از این سند استفاده می‌کردند تا گه‌گاه به قدرت دنیوی خود اشاره کنند اما نکتهٔ مهم این بود که این سند تقلبی بود و عدهٔ کمی هم از تقلبی بودن آن اطلاع داشتند.

### تقسیم امپراتوری
شارلمانی قصد داشت همانند کلوویس امپراتوری خود را میان ۳ فرزندش تقسیم کند؛ اما در سال ۸۱۴ م فوت کرد و تنها یکی از فرزندان وی به نام لویی زنده بود. او از سال ۸۱۴ تا ۸۴۰ م حکومت را به دست گرفت. وی فرد قدرتمندی نبود و موفق نشد اشراف فرانکی و ۴ پسرش را که مدام درحال جنگ و ستیز با یکدیگر بودند را کنترل کند. 

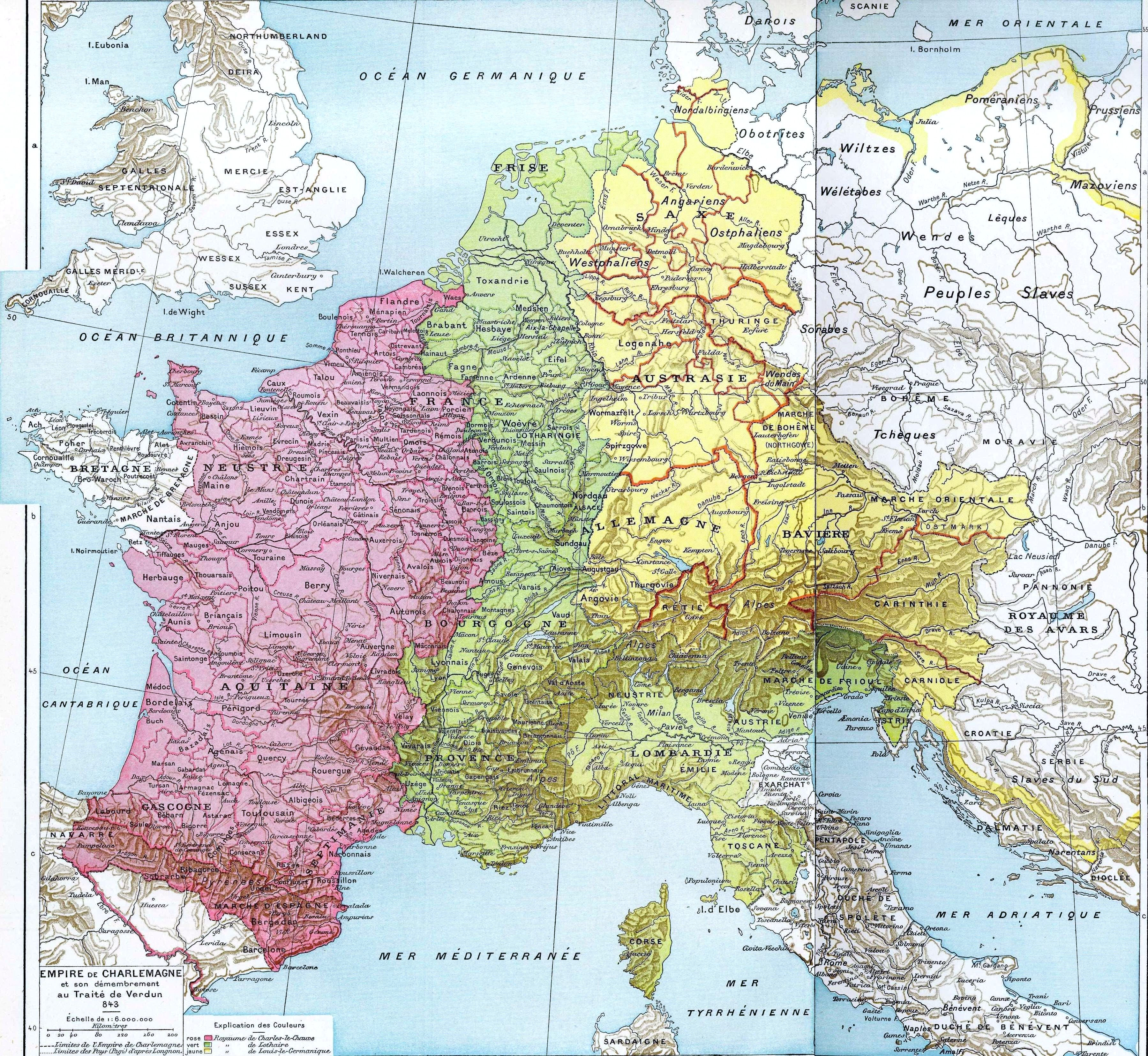
تقسیم امپراتوری کارولنژینی در معاهدهٔ وردون. قرمز: (فرانک باختری)، سبز: (فرانک میانی)، زرد: (فرانک خاوری)

 پس از مرگ لویی پرهیزکار، امپراتوری طبق خواست او به پسر بزرگش، لوتار واگذار شد. لوتار می‌بایست این امپراتوری را به همراه ۲ برادر خود، شارل کچل و لوئی ژرمن اداره می‌کرد. این ۲ برادر می‌بایست به عنوان شاهان شرق و غرب، لویی را یاری می‌دادند. لویی می‌خواست این سرزمین را میان هر ۳ فرزند خود تقسیم کند، اما همه تحت نظر فرزند ارشد باشند. لویی از هر دو برادر خواسته‌بود با استقلال کافی در مناطق خود به حکمرانی بپردازند؛ اما حدوداً سالی یک بار به نزد لوتار روند، با هدایای گرانبها رسم برادری را به جای آورند، او را از امور مهم حکومتی خود آگاه سازند و به بحث و تبادل نظر بپردازند؛ اما آنچه لویی می‌خواست هیچوقت صورت نگرفت. این دو برادر هیچ علاقه‌ای نداشتند که تحت تسلط برادر بزرگ‌تر خود حکومت کنند. پس ارتش خود را باهم ترکیب کردند، سوگند خوردند و این سوگند را میان سپاهیان به زبان شرقی و فرانکی غربی تکرار کردند تا همه متوجهٔ آن شوند. در سال ۸۴۳ م، شارل و لویی، طی یک جنگ ۱ ساله داخلی، لوتار را مجبور کردند که معاهدهٔ وردون را امضا کند. در این عهدنامه خواستند تا امپراتوری فرانکی به ۳ قسمت تقسیم شود. یکی از این قسمت‌ها فرانسه امروزی بود که طی گذر چند قرن به فرانسه تبدیل شد؛ این ناحیه در آغاز به شارل کچل رسید. لوئی ژرمن هم قلمرویی به همان بزرگی به دست آورد؛ که مدتی بعد به آلمان تبدیل شد. در این میان نوار باریکی از سرزمین پیشین برای لوتار باقی مانده‌بود که از شمال تا جنوب کشیده شده بود؛ این قسمت حتی مستقل هم باقی نماند و بین این ۲ پادشاهی برای تسخیر آن همیشه بحث بود. فرانسه و آلمان در طول قرن‌های متمادی حتی قرن ۲۰ م برسر این ناحیه جنگیدند. این ۳ برادر هنگامی که معاهده وردون را امضا کردند، وحدتی که میان فرانک‌ها بود را پایان دادند و باعث شدند امپراتوری فرانکی برای همیشه تقسیم شود. برینتون می‌گوید: «در آن هنگام (قرون وسطای اولیه) چیزی به این گستردگی را نمی‌شد حفظ کرد و شالودهٔ سیاسی، اقتصادی دوران و روان‌شناختی برای چیزی به وضوح وجود نداشت.» وی تقسیم این امپراتوری را پیش‌بینی شده می‌دانست. کانتور، تاریخدان نورمن اف همچنین می‌گوید: «این امپراتوری برای موجودیت و بقای خود به رهبران با استعداد بزرگی نیاز داشت که خب چنین رهبرانی وجود نداشته.» او می‌گوید: «مرگِ تنها چند رهبر روشن‌اندیش یا حتی فقدان ناگهانی یک شخصیت بزرگ، می‌تواند سبب فروپاشی کل نظام و راه گشودن برای بازگشت (سریع) به هرج و مرج و بربریت شود.»

## اوضاع اجتماعی پیش از شکل‌گیری رنسانس
با فروپاشی امپراتور رم، ساختار فرهنگی، سیاسی، و اجتماعی جامعه هم دچار تغییر و تحول شد؛ این ساختار تحول پیدا کرد تا با مسیحیت همخوانی بیشتری داشته باشد. در قرن‌های ۶، ۷ و ۸ میلادی هنر، موسیقی و ادبیات در جامعه بسیار نزول کرد؛ علت آن به فروپاشی امپراتوری رم و البته کاهش پول و ثروت مردم و راه‌های کسب آن بازمی‌گردد. تقریباً می‌توان گفت تنها ثروتمندان بودند که به خرید آثار هنرمندان می‌پرداختند و هنرمندان به صورتی به آن‌ها وابسته بودند. در قرون وسطای اولیه، افرادی که اشراف ثروتمند محسوب می‌شدند دیگر فرصت پرداختن به هنر را نداشتند و این کلیسا بود که خواهان و طرفدار این افراد شده بود. بااینکه کلیسا تنها کسی بود که پول و ثروت داشت، هنر کلاسیک را نمی‌پذیرفت و بیشتر خواهان هنر مذهبی بود. دلیل دیگر از میان رفتن هنر و نقاشی، پیکرتراشی، آهن‌سازی و… این بود که افراد حتی با اصول کلی هم آشنایی نداشتند و نیاز به آموزش توسط اساتید و نخبگان و کسب مهارت داشتند؛ فارغ از این‌ها مردم حتی نمی‌دانستند این آموزگاران که هستند، کجا هستند و دقیقاً با مرگ یک نسل هنر آن دوره به فراموشی سپرده می‌شد. از همهٔ این‌ها که بگذریم حتی خواندن، نوشتن و حساب کردن هم دچار مشکل شده بود؛ افراد توانایی انجام این کارها را نداشتند و اهمیتی هم به آن نمی‌دادند. شاهان به سادگی از کنار این ماجراها گذر می‌کردند و نسبت به آن بی‌توجه بودند. شارلمانی شخصی بود که متوجه شد، وجود آموزگاران و استادانی برای این بحث‌ها نیاز است و افرادی باید حضور داشته باشند که از این امور آگاه باشند، توانایی ثبت اسناد و رسیدگی به حساب‌ها را داشته باشند. رمیان معتقد بودند، زبان رمی باید زبان رایج در مدارس باشد و پس از آن بود که محققان غربی از زبان یونانی بی‌اطلاع ماندند. آن‌ها اساس فلسفهٔ یونان را بر عقل و لذت زندگی دنیوی قرار داده‌بودند؛ هنگامی که مسیح ظهور می‌کرد، زندگی در این دنیا به پایان می‌رسید و بیشتر آخرت‌گرایی برای آن‌ها اهمیت داشت. آن‌ها تلاش کردند مسیحیت و فلسفه را باهم پیوند دهند، خرافات را فراموش کنند و به عقل و منطق رجوع کنند. پس کلیسا تلاش کرد مدارسی تأسیس کند تا عقاید دینی را گسترش دهد. این مدارس با عنوان «مدارس آمادگی» و «مدارس آموزشی-مذهبی» شناخته شدند. مدارس آمادگی ساخته شده بود تا افراد را برای عضویت در دین آماده کند. در این مدرسه سرودهای مذهبی و کتاب مقدس آموزش داده‌می‌شد. مدرسه‌های آموزشی- مذهبی مسیحیت را با فلسفهٔ یونان پیوند دادند؛ در آن‌ها تنها افراد مذهبی و داوطلبان حق حضور داشتند و مابقی افراد اجازهٔ تحصیل نداشتند. مدارس غیرعیسوی در سال ۵۲۹ م به فرمان ژوستینین بسته شد و درواقع برای روحانیت که آموزش را در دست بگیرد، باز شد.
| « | چون در امپراتوری روم غربی، مسیحیان به علوم و فلسفهٔ یونان آگاهی کافی نداشتند و آن‌ها را متعلق به دوران کفر می‌دانستند، در نتیجه در سال ۴۰۱ میلادی، شورای دینی مطالعه و بررسی آثار یونانیان را ممنوع اعلام کرد و به مدت ۱۰۰۰ سال در مغرب زمین به این علوم توجه نگردید. | » |

البته باید به این نکته توجه کرد که استفاده از رقم ۱۰۰۰ سال هم کمی زیاده‌روی است و قرن ۸–۹ میلادی بود که آثار یونانی، در «رنسانس کارولنژینی» یا «تجدید تولد علم» با رویکردی جدید مورد توجه قرار گرفت و این آثار جایگاه خود را در مغرب زمین به دست آوردند.

### شکل‌گیری دیرنشینی
در قرن ۴ میلادی، صومعه‌ها در مصر، سوریه و فلسطین ایجاد شدند و مدتی بعد هم به مغرب راه پیدا کردند. نخستین دیر در غرب، در سال ۵۲۹ م در جنوب ایتالیا با ایجاد «سنت بندکیت» آغاز شد و از آن پس بود که دیرها فعالیت خود را در غرب آغاز کردند. راهبان دینی در این مراکز عهده‌دار مسائلی بودند؛ به وسیلهٔ آن‌ها بود که کشاورزی بهبود یافت و زمین‌های بی‌حاصل هم دوباره احیا گردید. آن‌ها همچنین کمک به فقرا را سرلوحهٔ کارهای خود قرار دادند، از نسخه‌های خطی، نسخه‌برداری کردند و باعث شدند این کتاب‌ها در آینده در اختیار دیگران هم قرار گیرد. دیرها ایجاد شدند تا مردم را مجبور کنند زندگی بی‌دغدغه و آرامی را آغاز کنند. البته باید توجه داشت که کارکردهای این دیرها در اروپای غربی-شرقی کاملاً متفاوت بود. 

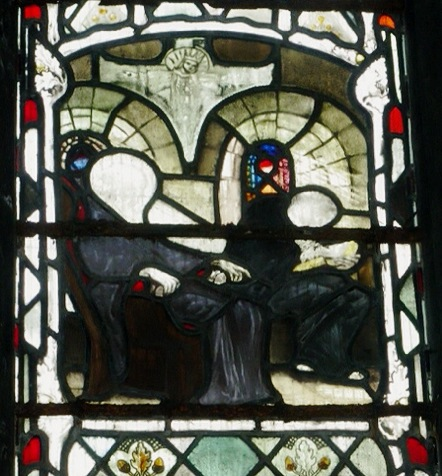
سنت بید درحال دیکته کتاب مقدس در کلیسا گلاستر

| « | دیرهای اروپای شرقی به سبب عزلت‌گزینی منفی خویش با انحطاط همراه بودند… ولی همین دیرها برای فرانک‌ها، و آلمانی‌ها یعنی برای غالبین بر رم غربی، مرکز عبادت و کار و فعالیت و ثروت و قدرت شد… | » |

 در هر صورت این دیرها در غرب رشد کردند و با سازماندهی و ساماندهی تشکیلاتشان، فرهنگِ درحال انحطاط رم غربی را به ارث بردند و به حفاظت از آن پرداختند.
ایجاد مدارس در صومعه‌ها برای راهبانی بود که برای تفسیر، نسخه‌برداری، استفاده از انجیل و کتاب‌های دیگر به سواد خواندن و نوشتن نیاز داشتند. این نوع از مدارس به دو دسته تقسیم می‌شدند: مدارسی که برای افراد خدمتگزار داخل دیرها بود و وسایل آموزشی در خود دیرها قرار داشت و دسته دوم که مدارس خارجی بود و برای افرادی بود که قصد خدمت در دیر را نداشتند. در این دیرها، صومعه‌هایی وجود داشت که متعلق به زنان بود؛ اما مشخص نیست اهمیت آموزش زنان در آن دوران تا چه حدی بوده‌است. روحانیون به مرور با علم حساب، خطابه، لاتین، موسیقی، هندسه، نجوم، صرف و نحو و… آشنا می‌شدند. کلیسا در تلاش بود بیشتر به ثبت وقایع دیرها و نامه‌ها بپردازند تا خطابه و سخن پردازی. به اعتقاد اسقفان در این دوره در آموزش همه می‌بایست فرمانبردار محض کلیسا باشند. صومعه‌های بندکیتی تحت کنترل دیر و اسقف بودند و در ابتدا دلیل تشکیل آن‌ها مدارسی بود برای برادران دینی تا خط و نگارش را بیاموزند و به حدی از سواد نیاز داشتند که اگر آن توسط این افراد تأمین نمی‌شد، اسقفان شخصاً مجبور بودند خود این حد از آموزش را کسب کنند. پیش از دوران رنسانس کارولنژین، این مدارس به شدت آشفته بود تمام اسقفان بسیار تنزل پیدا کرده‌بود و آن‌ها درگیر دنیا و نعمت‌های فانی آن شده بودند. کشیشان هم در مقام‌های پایینی قرار داشتند و کلا این مکان‌ها به محلی برای کشتار، جنگ، توطئه و… تبدیل شده بود و کشیشان هم هیچ‌کاری جز مسیحی ساختن کشورهای دیگر انجام نمی‌دادند و همین امر باعث شد در قرن ۷–۸ میلادی، دانش در سطح پایینی قرار گیرد.

### نفوذ مسیحیت در ایرلند و شکوفایی شهر
انگلستان و ایرلند دو منطقه‌ای بودند که از وقایع قارهٔ اروپا به دور مانده‌بودند و در این دو جزیره زبان لاتین، یونانی و حتی آثار یهودی به چشم می‌خورد. رهبانیت ایرلند از قرن ۶ تا ۸ میلادی تمام اروپا را به وسیلهٔ آثار کلاسیک و لاتین خود به شکوفایی برجسته رساند. آن‌ها نسخه‌های خطی تهذیب شده‌ای را ایجاد کردند که هنوز جز بهترین‌ها است. مونتا گوجیمز در این‌باره این چنین می‌گوید: 
| « | عطش تحصیل علم در ایرلند تندتر بود و کار تعلیم با فعالیت انجام می‌گرفت. در آنجا زبان لاتین و کمتر از آن زبان یونانی را فضلا تحصیل می‌کردند… پس از آن که نخست در نتیجهٔ شور و حرارت تبلیغ و سپس به واسطهٔ اوضاع نامساعد این جمعیت دسته دسته بر قارهٔ اروپا رو نهادند در جمع‌آوری پاره‌های پراکنده آثاری که قبلاً ارزش آن‌ها پی برده‌بودند مفید واقع شدند. | » |

 در قرن ۵ میلادی، ایرلندی‌ها توسط قدیس پاتریکیوس مسیحی شدند و از همان روزهای اول اهمیت علم مشخص شد و تلاش شد آثار مذهبی و غیر مذهبی وارد صومعه‌ها شود؛ آن‌ها جز زبان سلتی، زبان لاتین هم می‌آموختند. هدف این کلیساها و صومعه‌ها این بود که افراد توانایی خواندن و نوشتن کسب کنند. مناصب مهم کلیسا را به دست گیرند و باعث رشد و پیشرفت کلیسا شوند. در این مدارس افراد ۱۲ سال تحصیل می‌کردند و در آخر فرد در رشتهٔ فلسفه به اجتهاد می‌رسید. ۳ مدرسهٔ مهمی که وجود داشت، کلونارد، بانگور و مکتویز بود.

### مدارس انگلیسی
در سال ۵۹۷ م بود که آگوستین به عنوان یک مبلغ مذهبی وارد کانتربری شد. دقیقاً حدود ۱ قرن پس از مسیحی شدن ایرلند آن‌ها کتاب‌های محدودی در مورد عبادت و نماز در دست داشتند و تنها با آن کتاب‌ها انگلیس از دانش بهره‌مند نشد، بلکه با حضور ۲ گروه مشخص بود که تا آن حد پیشرفت کرد. یکی از این دو گروه ایرلندها و دیگری اروپائیانی بودند که از رم به انگلیس رفتند. آن‌ها در انگلیس به دانش پرو بال دادند. فرهنگ آنگلو-ایرلندی که از آگوستین استفاده می‌کردند، با تجدید رابطه با روم تقویت شد. در سال ۶۶۹ م بود که تئودور با هادرین به انگلیس آمدند و مدرسه‌ای در کانتربری ایجاد کردند. 

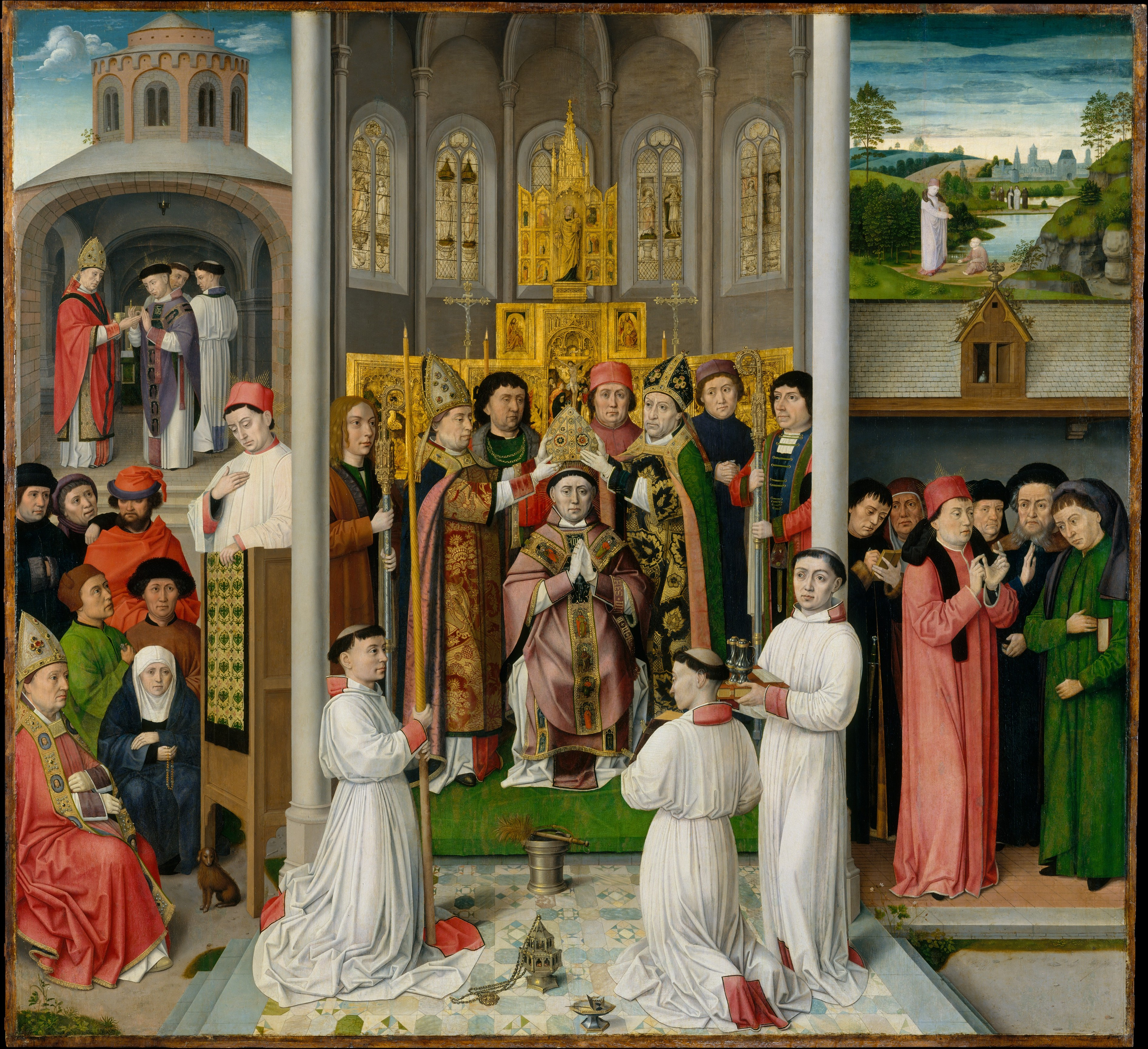
قسمتی از زندگی آگوستین

 راهب سنت بید در مورد مدرسه‌ای که این ۲ ایجاد کردند می‌گوید: 
| « | آن‌ها در نهایت ادیبان دینی و دنیوی را آموزش دادند و بدین سان انبوهی از دانش‌آموزان را بدانجا جذب کردند… آموزش مستمعین آن‌ها نه تنها در زمینهٔ کتاب‌های مقدس بود، بلکه هنر و ادبیات، ستاره‌شناسی و محاسبات اصولی را نیز دربرداشت. شاهد این امر، تعدادی از دانش‌آموزان ایشان بودند که هنوز زنده‌اند. آن‌ها زبان لاتین یونانی را همچون زبان مادریشان می‌دانستند. | » |

 مدتی بعد بیسکاپ، راه آن‌ها را ادامه داد و در تشکیل مدارس انگلیس شرکت کرد. او در سال ۶۳۷ م در یرمس و در سال ۶۸۱ م در جارو ۲ صومعه ایجاد کرد و این صومعه‌ها مرکز اصلی آموزش در احیای دانش غربی شدند. هنگامی که این مدرسه ایجاد شد پسرانی که از خاندان‌های مهم شمالی به آنجا سفر کرده‌بودند وارد مدارس شدند و احتمالاً بهترین و بزرگ‌ترین کتابخانه در این مکان و برای آن‌ها بوده‌است. بهترین دانش‌آموز «آلکوین» نامیده می‌شد. آلکوین از سال ۷۸۲ تا ۷۹۶ م مشاور امور کلیسایی و مدیر مدرسهٔ کاخ هم بود. به دنبال همین رویداد، در سال ۷۸۱ م شارلمان آلکوین را دعوت کرد تا در اکس لاشاپل حاضر شود و اقدامات علمی خود را به انام برساند؛ بنابراین حضور مسیحیت در این کشور باعث رابطه میان مردم با دانش و علم شد؛ البته نباید از تأثیرات مهم ایرلند و اروپا غافل شد. آلکوین به آموزش لاتین خیلی توجه کرد و تقسیم‌بندی‌های دانش‌ها هم طبق نظر کاسیودوروس پذیرفت و در تربیت قرون وسطا این تقسیم‌بندی اساس کار شد.

### آموزش در عصر مروونژین
در قرن ۶–۷ میلادی، اکثر افرادی که صاحب اثر بودند جز افراد کلیسا بودند. درست است که آثار لاتین در غرب بود و آثار کلاسیک یونان هم در بیزانس، اما همچنان علم در اختیار روحانیون بود. در قرن ۶ بود که بیزانسی‌ها ادبیات اولیه را به وجود آوردند. هنگامی که عصر ژوستینین به پایان رسید، داشن هم از امپراتوری بیزانس رخت بربست. در ایالات غربی هم علم به مرور فراموش شد و فقط تعداد محدودی از مردم توانایی خواندن و نوشتن داشتند؛ در این دور آموزش درحال رکود بود. مدرسه‌ای مثل آکیتن هم که در گذشته از اهمیت فوق‌العاده‌ای برخوردار بود و بزرگانی همچون فرتوناتوس، آویتوس و گریگوری داشت، به مرور دچار فراموشی شده بود و تنها در میان ایرلندی‌ها و آنگلو-ساکسون‌ها علم لاتین پابرجا بود و به همین خاطر این افراد به گل فرستاده شدند.

### بورگوندی‌ و سنت کلمبان
در سال ۵۹۰ م بود که رهبانان ایرلندی فعالیت خود را برای احیای پرهیزکاری شروع کردند. این راهبان در میان بت‌پرستان، در مناطق گل فرانکی فعالیت می‌کردند. آن‌ها موفق شدند روح تقوا را در میان بزرگان و اشراف هم گسترش دهند. لوکسویل و فونتانس، ۲ صومعه‌ای هستند که در بورگوندی‌ توسط سنت کلمبان ایجاد شد و دانش و ادبیاتی که از راهبان ایرلندی به ارث برده‌بودند را ادامه دادند. این راهبان معروف در اواخر قرن‌های ۶–۷ میلادی بودند.

### سنت بونیفاس
وی در سال ۶۷۵ م در وسکس به دنیا آمد. او تحصیلات خود را به پابان رساند و موفق شد مدیریت یکی از صومعه‌ها را به عهده گیرد. بونیفاس به شدت علاقه داشت مردمی که در ناحیهٔ فریزیه ساکن بودند را به مسیحیت دعوت کند. او به دلایل کسب حامی راهی رم شد و پاپ به خاطر رابطهٔ خوبی که میان راهبان ساکسون و گریگوری بود عنوان «بونیفاس» را به او اعطا کرد. او شروع کرد در مناطق هس و تورنژ فعالیت خود را آغاز کند. رهبران هس وانمود کردند مسیحی شده و ایمان آورده‌اند؛ 

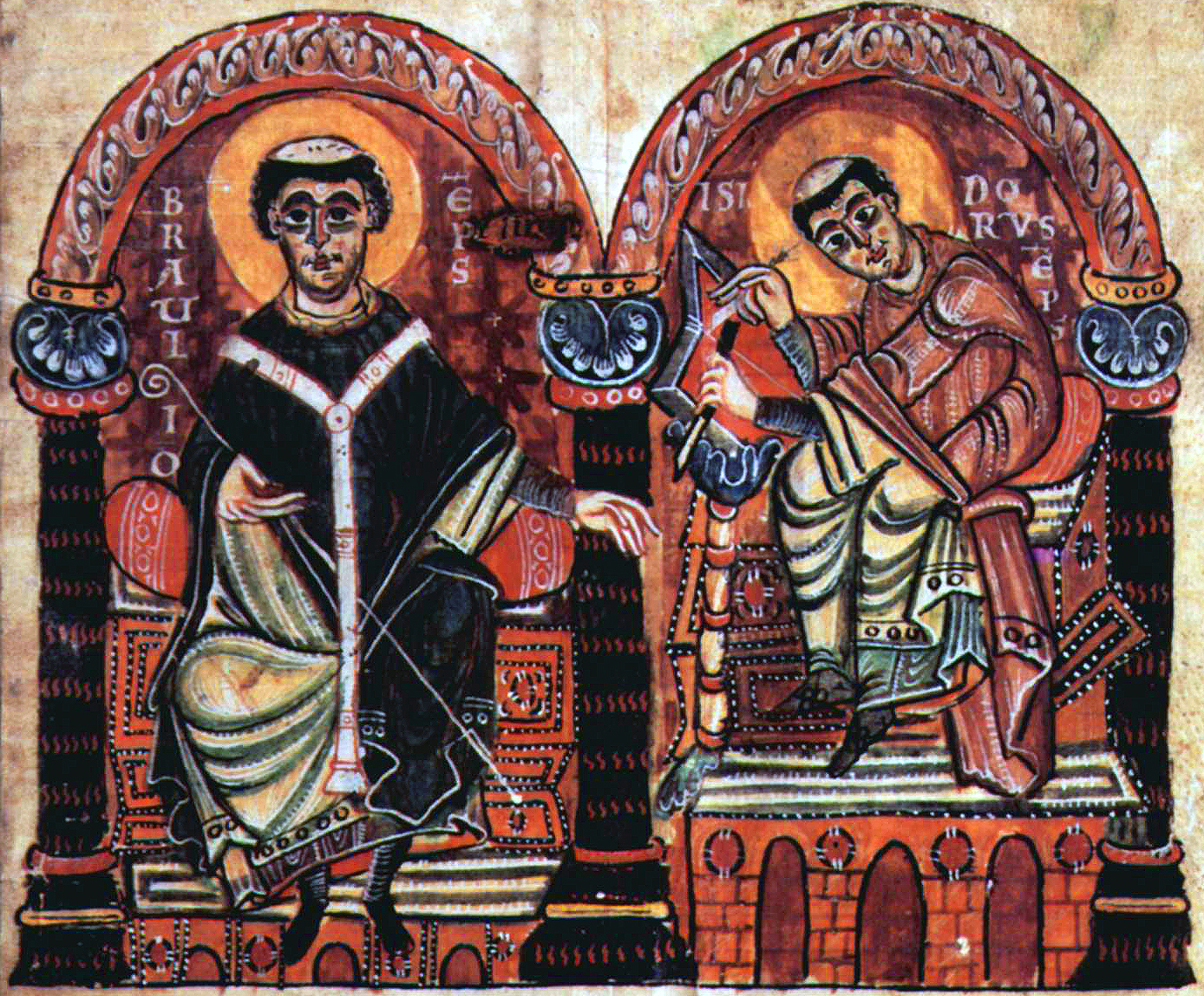
ایزیدور سویل در کلیسا ساراگوسا

 اما تنها نقش بازی می‌کردند و مردمشان هم همچنان بی‌دین بودند. در تورنژ هم مردم قبلاً ایمان آورده‌بودند؛ اما چون هیچ‌کدام از تعلیمات به صورت پیوسته انجام نمی‌گرفت، آن‌ها دوباره کافر شده بودند. سنت بونیفاس کارهای خود را آغا کرد و هزاران نفر وارد مذهب مسیحیت شدند، او حتی تعدادی هم به بریتانیا فرستاد. 
| « | تعداد زیادی از مردان مقدس به کمک او آمدند. در میان آن‌ها خوانندگان، نویسندگان و افراد دانشمندی بودند که هنرهای دیگری را آموزش می‌دادند. | » |

در این زمان کلیسا از نظر اخلاقی و مذهبی بسیار دچار مشکل شده بود و بونیفاس نواقص را اصلاح کرد و اهداف کلیسا را در قرن ۸ میلادی به سمت مشخصی سوق داد. سنت بونیفاس در سال ۷۵۴ م به وسیلهٔ ۵۳ نفر به قتل رسید. اگر بخواهیم بدانیم چرا اقداماتی که شارلماین و هم عصران وی برای تغییر رویهٔ آموزش و دانش انجام دادند، رنسانس کارولنژین نام گرفته، باید سیستم آموزشی قرون وسطا را بررسی کنیم؛ و با انجام بررسی نتیجهٔ به این صورت به دست می‌آید:
در قرن ۵ م فرهنگ به صورت وحشتناکی دچار تنزل شد و نه تنها در مورد آثار کلاسیک بلکه در مورد خواندن و نوشتن هم وضعیت همین بود. گریگوری تورز می‌گوید زبان لاتین حتی در میان طبقات ممتاز جامعه هم از دست رفته‌بود و هیچ‌کس به این موضوع فکر نکرده‌بود که زبان محلی را کتبی کند. در اواخر دورهٔ مروونژین‌ها اوضاع تاحدی بد بود که استاد شاهی می‌گوید: «کارمندان پادشاه از ساده‌ترین قواعد دستوری بی‌اطلاع بودند و دستخط‌ها تبدیل به خطوط نابه‌هنجار شده بود و در چنین شرایط نامساعدی حفاظت از آثار قدیمی باید توسط روحانیون انجام می‌گرفت؛ که تعدادی از آن‌ها گریگوری تورز، سنت بید و ایزیدور سویل بودند.

## اقدامات شارل در آغاز رنسانس
در قرن ۸ میلادی، در دورهٔ مروونژین‌ها مدرسه‌ای در دربار ایجاد شد که درباریان به آن لقب (به انگلیسی: scolapalatina) دادند. این مدرسه ایجاد شد تا اشراف و بزرگان فرانکی در زمینه‌های مختلف، از جمله جنگاوری، تشریفات درباری و هنر آموزش ببینند. البته باید درنظر داشت که آموزش ادیبانه همچنان در کلیساها و مدارس آن‌ها برگزار می‌شد. شارلماین به مرور متوجه سطح پایین سواد کشیشان شد. وی این موضوع را از نامه‌های آن‌ها دریافت و سعی کرد این مسئله را با آموزش بیشتر آن‌ها حل و فصل کند و درواقع سطح علمی آن‌ها را بالا برد. شارلماین شخصی بود که تنها به مسائل سیاسی توجه نداشت و سعی می‌کرد موراد فرهنگی هم مورد توجه قرار دهد و تحولی هم برای بهبود در آن‌ها ایجاد کند. او اهدافی برای امپراتوری رم داشت که آن اهداف با فرهنگ کلاسیک مطابقت داشت. وی تلاش کرد موارد تحصیلی را با معیارها و استانداردهای کلاسیک تطابق دهد؛ به همین خاطر او مطالعهٔ نسخه‌های متون معنوی و ادبی را که به آن‌ها علاقه بسیاری داشت را در اولویت قرار داد. وی معتقد بود تنها راه پیشرفت، فاصله از بربریت است و بهبود وضعیت آموزشی و تربیتی کشیشان و کلیسا همین است. در سال ۷۸۰ م، مدرسهٔ دربار دیگر کاربرد پیشین خود را نداشت و به مکان متفاوتی تبدیل شده بود. دیگر تاکتیک‌های نظامی-درباری اهمیتی نداشت و آموزش بود که از اهمیت فراوان برخوردار شده بود. شارل توجه ویژه‌ای به کشیشان داشت؛ کشیشانی که از آموزش غافل بودند و نامه‌های وی به بزرگان کلیسا و اسقف بوگالف نمونهٔ بارز این موضوع است.

در نامه‌هایی که طی سال‌های اخیر از صومعه‌ها مختلف به دست ما رسید ما افکار و نقطه نظرات درستی مشاهده کردیم… اما زبان بر اثر غفلت در تعلیم، قادر نبود تا نامه را بدون اشتباه بیان کند. از آنچه برما اتفاق افتاد ترسی آغاز شد… خودتان را صادقانه وقف مطالعه و پژوهش کنبد.

شارلماین سعی کرد تمام افرادی که به علم و فرهنگ علاقه دارند و تجربه‌ای در علوم مقدماتی دارند، از سراسر فرانسه، ایتالیا، اسپانیا، ایرلند، بریتانیا به دربارش فراخواند و از تجربه‌های آن‌ها بهره‌برد. هنگامی که شارل این تصمیم را گرفت توسط وارث تمدن هلنیستی، بیزانس و دنیای اسلام محاصره شده بود. آلکوین جز افرادی بود که توسط شارل به دربار احضار شد. شاه در سال ۷۸۰ م در ایتالیا شمالی با او آشنا شده بود و او را فراخواند تا برنامهٔ منظمی برای تحصیل در مدرسه دربار طراحی کند. وی مدتی بعد وزیر آموزش و فرهنگ دربار شارل شد. در این عصر با کمک آلکوین نسخه‌برداری از نسخه‌های خطی، تصحیح و نگهداری و مراقبت از آن‌ها آغاز شد. شارلماین در سال ۷۸۷ تا ۷۸۹ م با راهنمایی آلکوین اصلاحاتی را در زمینهٔ آموزش عمومی ثبت و ایجاد کرد. پس دستوراتی را با عنوان منشور فکر جدید نوشت. در این فرمان شارل روحانیون را به خاطر سطح علمی و سواد پایینشان سرزنش کرد و به آن‌ها فرمان داد مدارسی در دربار ایجاد کنند تا تمام مردم به همراه روحانیون خواندن و نوشتن را بیاموزند. وی طی فرمانی دیگر دستور داد در هر شهر و روستا یک مدرسه ایجاد شود و کشیشان به پسرها مسائل حساب، خواندن آواز، موسیقی، فهم دستور زبان و مزامیر داوود را آموزش دهند.
مورخان وجود آلکوین را به عنوان فردی که در رأس مدرسه و دربار قرار داشته را تأیید می‌کنند. خصوصاً اینهارد، او به‌طور کامل این مسئله را در کتاب خود ثبت می‌کند. وی می‌گوید: «خادم شارل به نام آلبین ملقب به آلکوین… بزرگ‌ترین محقق دوران بود و معلم شارل در آموزش علم بیان، کلام، نجوم را صرف نمود.»
گسترش حیات علمی کارولنژین‌ها با نام معلمان ایرلندی باقی ماند که رقیبان آلکوین بودند. زمانی که شارل بر قسمت‌های غربی جهان حکومت می‌کرد و آموزش به فراموشی سپرده شده بود، ۲ فرد ایرلندی به همراه تعدادی بازرگان وارد ساحل گل شدند. آن‌ها هیچ کالایی برای فروش نداشتند و به مردم می‌گفتند آمده‌اند تا آنچه از خرد و علم می‌دانند را به آن‌ها آموزش دهند و مردم را دعوت می‌کردند تا دانش را از آن‌ها خریداری کنند. آن‌ها معتقد بودند اگر مردم چیزی را بدون هزینه به دست آورند، قدردان آن نیستند و به همین خاطر دانش را به آن‌ها می‌فروختند. هنگامی که شارل از وجود این افراد آگاه شد درصدد برآمد با آن‌ها صحبت کند. شارل پرسید بهای فروش را به چه چیزی تعیین می‌کنند و آن‌ها در جواب لباس، جایی برای خواب و خوراک خواستند تا بتوانند دانش خود را در اختیار بقیهٔ مردم قرار دهند. شارلماین مدتی هردو را در نزد خود نگه داشت و زمانی که قصد جنگ داشت یکی از آن‌ها به نام کلمان را مسئول آموزش اشراف و فرزندان آن‌ها در گل کرد و فرد دیگر را به صومعهٔ سنت اگوستین در نزدیکی پاویا فرستاد و این چنین افراد علاقه‌مند به تحصیل و دانش نزد وی گرد آمدند.

### زبان لاتین
هنگامی که ژولیوس سزار در ۳۰ ق. م بر مردم گل تسلط یافت، مسیحیت و زبان لاتین که زبان کلیسا بود، وارد این کشور شد و به دو صورت لاتین کلاسیک و لاتین عامیانه در گل گسترش پیدا کرد. ساکنان بومی گل ساختار زبان لاتین را کمی تغییر دادند و باعث شدند بسیاری از کلمات آن‌ها تحریف شود و همچنین واژه‌هایی از زبان ژرمنی، سلتی و یونانی نیز به زبان لاتین افزودند. زبان لاتین کلاسیک هم تنها در کلیساها و مدارس طبقّهٔ اشراف تدریس می‌شد؛ پس ترکیب زبان رمی و لهجه‌های مختلف، زبان جدیدی به نام «رمان» را پدیدآورد. با حملهٔ ژرمن‌ها زبان لاتین، تنها در مناطقی که فرانک‌های سالیک، آلمان‌ها و باوارها حضور داشتند منسوخ نشد. فاتحان این مناطق با زنان محلی ازدواج کردند، لاتین را آموختند و رمی شدن بورگوندی‌ها، ویزیگوت‌ها، اوستروگوت‌ها، وندال‌ها و لمباردها به سرعت انجام گرفت. در زمان مروونژین‌ها لاتین همچنان زنده بود؛ اما اوضاع نامساعدی داشت. زبان گفتاری و نوشتاری بود، اما به خوبی تلفظ نمی‌شد. در قرن ۸ میلادی سازمان‌دهی دوبارهٔ کلیسا، نابودی شهرها، تجارت، نهادهای اداری به ویژه مالی، مدارس غیردینی و بی‌نظمی‌های سیاسی بقای زبان لاتین را با مشکل مواجه ساخت. در دورهٔ کارولنژین‌ها این زبان مخصوص ادب، شعر، آموزش و کلیسا بود و نزد مردم عادی جایگاهی نداشت. مردم به زبان‌های مختلف محلی و شاخه‌های زبان‌های اُک و اُی صحبت می‌کردند. از قرن ۸ میلادی به بعد این زبان‌ها هم جایگاه خود را از دست دادند و زبان (به انگلیسی: le francien) به عنوان زبان رسمی فرانسه انتخاب شد و تا این زمان به موجودیت خود ادامه داده‌است.

### کتاب‌های درسی معروف
کتاب‌هایی که در قرن ۴–۵ و ۶ میلادی نوشته شده بود، جز منابع مهم آموزشی کارولنژین‌ها بود. می‌توان از مؤلفان کتب آن دوران به مارتیانوس کاپلا (قرن ۵ میلادی) که کتاب «پیوند زبان‌شناسی و مرکور» را نوشته، اشاره کرد. 

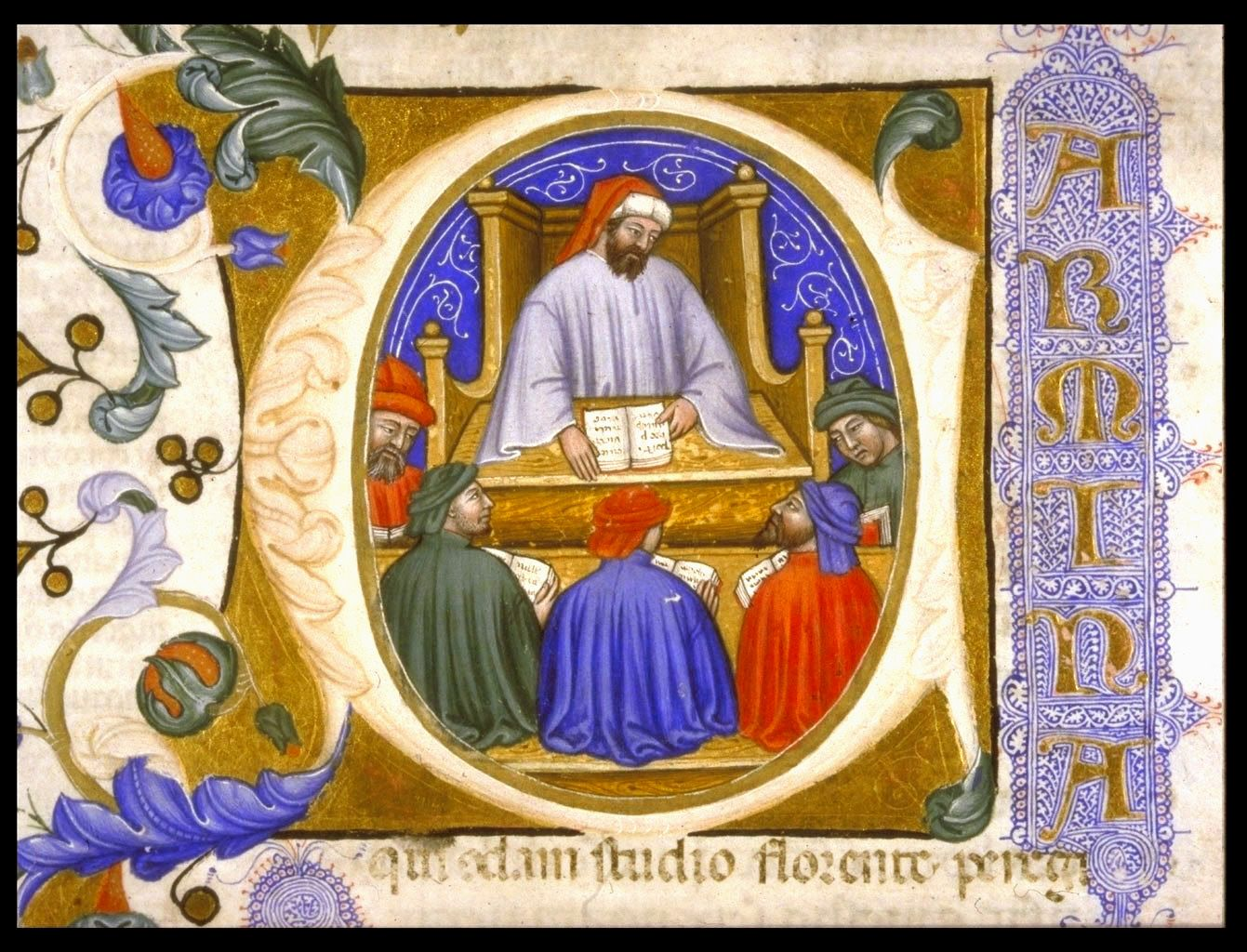
بوئیتوس درحال آموزش شاگردانش

 او در این کتاب هنر مقدماتی را الگویی برای آموزش می‌داند و علوم را به ۲ قسمت ۳گانه و ۴گانه تقسیم کرده‌است؛ قسمت ۳گانه شامل دستور زبان، بلاغت و منطق است و قسمت ۴گانهٔ آن شامل حساب، نجوم، موسیقی و هندسه می‌شد. داناتوس (قرن ۴ میلادی) نویسندهٔ دیگری است که کتاب «هنر دستوری» را نوشته‌است. پریسین (اواخر قرن ۵ میلادی) نیز آموزشگاه‌های زبان ایجاد کرد. این متون برای آموزش فرهنگی و ادبی بسیار اهمیت داشت؛ اما اثر بوئتیوس «کتاب تسلی فلسفه» و «ترجمه بخشی از آثار منطق ارسطو» نسبت به تمام این آثار از اهمیت ویژه‌ای برخوردار بود. تمام این کتاب‌ها آموزش پیشرفته‌ای را برای مدارس غرب طی ۵۰ سال ایجاد کرد.

#### علوم مقدماتی
در مدارس کارولنژین‌ها، ۷ علم مقدماتی اجرا می‌شدند. دستور زبان، بلاغت و منطق مربوط به گروه اول بودند و حساب، نجوم، موسیقی و هندسه مربوط به دستهٔ دوم بودند. دانش آموز باید در ابتدا خواندن و نوشتن لاتین را می‌آموخت و پس از آن فرد می‌توانست کتاب‌های دوناتس، بوئیتوس، ایزیدور، آلکوئین و رابانوس را مطالعه کند. سپس اگر آموختن نگارش تکمیل می‌شد و استاد اجازه می‌داد. دانش آموز می‌توانست آثار کلاسیک دوران را نیز مطالعه کند و با آن‌ها آشنا شود. اولین علم براساس سنت باستانی ادبیات بود. 

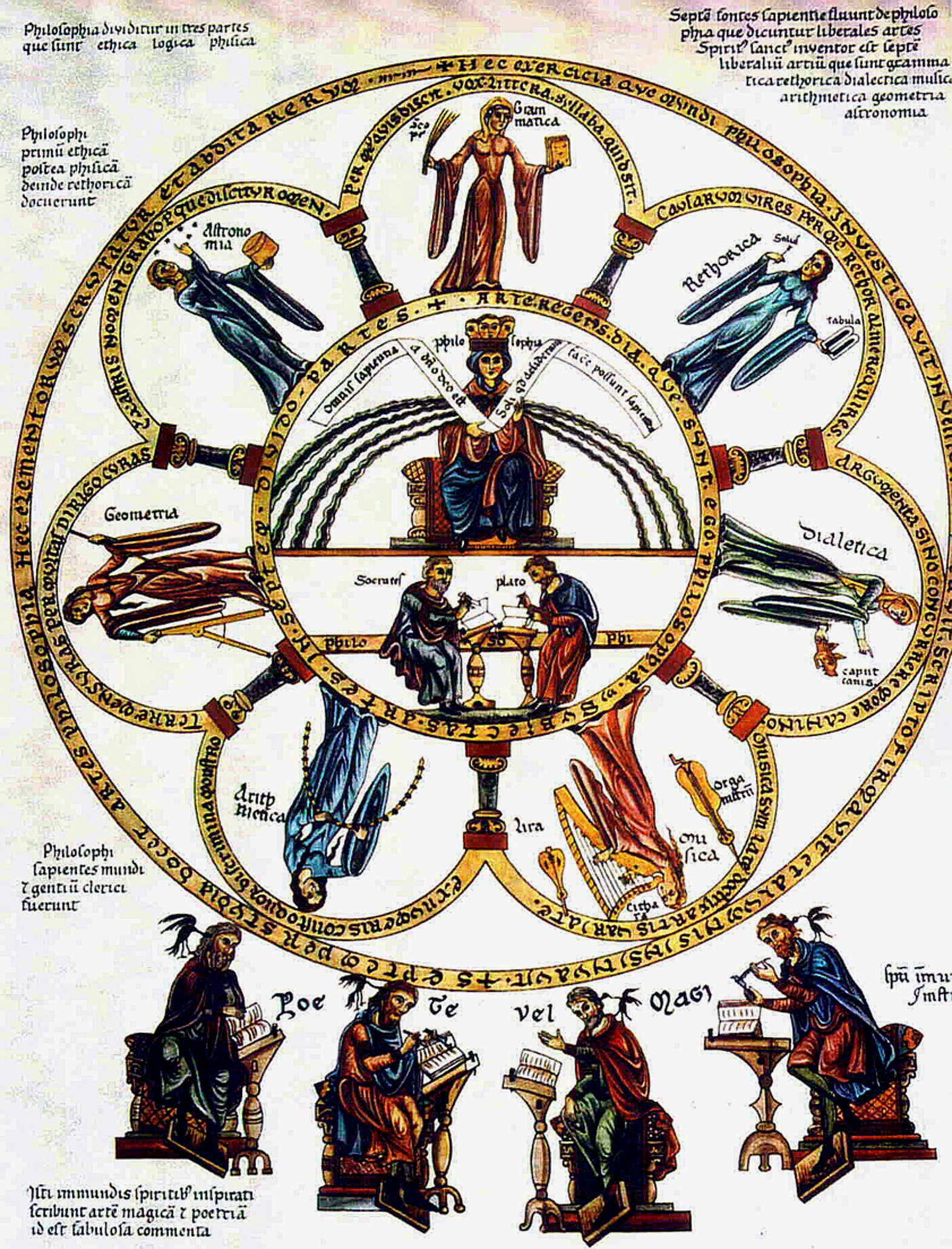
هفت علم مقدماتی در کتاب مارتیانوس

 آن‌ها می‌بایست دستور زبان کتاب‌های کلاسیک را مطالعه می‌کردند. افراد در دورهٔ کارولنژین‌ها هیچ علاقه‌ای به کتب مورد مطالعهٔ خود نشان نمی‌دادند. مگر اینکه کتاب از منظر علمی برای آن‌ها کاربردی داشته‌باشد. در بخش دستور زبان ۲ جز زبان لاتین و ادبیات لاتین اهمیت داشتند. برای آموزش دستور زبان از رساله‌های دستوری دوناتس و پریژین استفاده می‌کردند. اسکاتوس، معلمی در دربار شارلماین بود که دستور زبان پیشینیان را مورد بررسی قرار داد و با ترکیب نوشته‌های مؤلفان باستان، دستور زبان مخصوصی را برای آموزش آماده کرد.
فن بیان هدف آغازین خود را از دست داده‌بود و درواقع نکته‌ای که اهمیت داشت تأمین نیازهای مبلغان مسیحی در آن عصر بوده‌است و محدود به رسالات استاندارد می‌شد؛ خوانندگان و دانش‌آموزان متوجه بودند که سخن‌های گریگوری کبیر مهمتر از سخنان و مباحث پیشینیان است. در دورهٔ کارولنژین‌ها جدل دارای اهمیت اندکی بود. فرد پس از مطالعهٔ آثار بوئیتوس اجازه داشت بخشی از منطق ارسطویی و مکالمهٔ افلاطون را مطالعه کند.
یونانی‌ها از ریاضی تنها در زمینهٔ اعداد استفاده می‌کردند. آن‌ها از ضرب، تقسیم و کاربردهای دیگر ریاضی آگاه نبودند. در این دوران آن‌ها تنها به رسالات بوئتیوس، ایزیدور و بید دسترسی داشتند، نه هندسهٔ اقلیدس. پس طبیعتاً به تنها موردی که می‌پرداختند محاسبهٔ تاریخ عید پاک بود.
موسیقی، علم مقدماتی دیگری بود که به تازگی در این دوران در محیط‌های آکادمیک تدریس می‌شد و فرد را با ساختارهای آلت‌های موسیقی و آواز خواندن آشنا می‌ساختند. «ادبیات محلی نیز تنها در همان حد گزارش‌های پهلوانی که خنیاگران می‌خواندند حفظ شده بود.» اینهارد گزارش می‌دهد که طی فرمان شارلماین تمام ترانه‌های بربری و قدیمی گردآوری و ثبت شد. مردم در این عصر دیگر توجهی به حماسه نداشتند و اشعار کلاسیک را می‌پسندیدند و شارل هم این اشعار را جمع‌آوری کرد تا به ثبت برساند و از فراموشی آن‌ها جلوگیری کند. چرا که از منظر تاریخی دارای اهمیت فراوان بودند اما متأسفانه این مجموعه مفقود شده‌است. نسل بعد، لویی پرهیزکار هیچ علاقه‌ای به این اشعار نداشتند و اگر قرار بود ادبیات حفظ شود و باقی بماند، می‌بایست با موضوع‌های کتاب مقدس ترکیب می‌شد تا در تاریخ ثبت شود. در مورد سرودهای سلحشوری قرن ۱۱–۱۲ میلادی باید گفت حملهٔ شانسون دورولان از رویدادهای دورهٔ شارل سرچشمه گرفته‌است. این حماسه‌ها از گزارش‌های صومعه‌ها ایجاد می‌شد. سرود رولان افسانهٔ محلی است که در آغاز در صومعه‌هایی که بر سر رونود قرار داشت، ایجاد شد. این حماسه جز آثار کارولنژین‌ها نیست اما این دوره بود که الهام‌بخش این اثر شد.

### خط و نگارش
رومیان بیشتر از خطوط مستقیم و راست برای نوشتن حروف خود بهره می‌بردند و با عنوان حروف بزرگ از آن‌ها یاد می‌کردند. در دوران بعد خط توپری رایج شد که کاربرد آسان‌تری داشت. تا قرن ۸ میلادی خطوط مشخصی وجود داشت. ایرلندی، ریشه گرفته از آنگلو-ساکسون‌ها بود، ویزیگوتیک در اسپانیا ایجاد شده بود و بتولتان که مربوط به ایتالیای جنوبی بود، در آنجا کاربرد داشت؛ این خطوط از طریق مبادلهٔ نسخه‌های خطی در گل معروف شده بودند. در این زمان به دلیل قطع روابط تجاری با مصریان غربی‌ها مجبور شدند به جای استفاده از پاپیروس از پوست گوسفند استفاده کنند و به این خاطر که کلمات بیشتری در آن جای گیرد، نویسنده از حروف کوچک استفاده می‌کرد و تلاش می‌کرد آن‌ها را کنار هم جای دهد. برای نوشتن یک انجیل، به یک گله گوسفند نیاز داشتند و این مسئله باعث افزایش قیمت پوست‌ها شد. نویسندگان همچنین از جواهرات زیبای بسیاری برای تزیین این کتاب‌ها استفاده می‌کردند. یکی از ویژگی‌های مهم رنسانس کارولنژین‌ها، بهبود امر نگارش است. خطوط کوچک به جای خطوط شکسته استفاده شد، فاصلهٔ بین کلمات یا نقطه‌گذاری عام نبود؛ اما شارلماین معیاری ایجاد کرد که طی آن دستخط‌های جدیدی که ایجاد شده بود به سادگی قابل خواندن بود. در دوران شارلمانی تنها روشی که امکان افزایش موجودی کتابخانه‌ها را فراهم می‌کرد، نسخه‌های خطی بود که از یک کتابخانه امانت گرفته می‌شد و پس از رونویسی دوباره بازگردانده می‌شد. عقیدهٔ لوگوف کمی متفاوت‌تر بود او معتقد بود در این دوران کتاب‌ها هیچ ارزشی نداشتند و اصلاً برای خواندن تولید نمی‌شدند، بلکه برای همین کتابخانه‌ها یا ثروتمندان بود؛ او ماجرای شارلمانی را که برای کمک به یک فقیر کتابش را فروخت بازگو می‌کند و از اعتبار کم کتاب و مطالعه در این دوران صحبت می‌کند. او می‌گوید: «رنسانس کارولنژی به جای ترویج علم آن را احتکار می‌کند.» اما باید توجه داشت که حدود ۸۰۰۰ نسخهٔ خطی از این دوران باقی مانده‌است که مربوط به همین خط کارولنژینی است. حدود ۹۰ درصد آثاری که از روم باستان باقی مانده‌است نیز به همین دوره بازمی‌گردد و توسط راهبان کارولنژینی نوشته شده‌است.

### هنر در دوران کارولنژین‌ها
با هجوم بربرها، هنر رمی تخریب شد و دیگر اقتدار پیشین را نداشت. این مهاجمان تنها ساخت زیورآلات و اسلحه را آموخته بودند. پس از قرن ۶ میلادی بود که ترکیبی از هنر رزمی-بیزانسی و شرقی ایجاد شد و هنر قرون وسطای اولیه را پدیدآورد. این آثار ترکیبی بود و فاقد اصالت و در قرن ۱۰ میلادی که تهاجم دوباره صورت گرفت تمام آن‌ها از میان رفت. اما هنرشناسان تعدادی از آثار را که به سبک و شیوهٔ رمی بود را رمی‌وار می‌دانستند؛ رمی‌وار مانند گوتیک. در وهلهٔ نخست به شیوهٔ معماری گفته شد و این نامی بود که در اوایل سده نوزدهم به مجموعهٔ آثار و مشتقاتی که از حدود سال ۵۰۰ تاحدود ۱۲۰۰ میلادی در دامان معماری رمی پرورش یافته بودند، داده‌شد. توجه به جنبه‌های دنیوی در آثار، تأکید به تزئینات داخلی در معماری شهرها، رعایت اندازه‌ها، کاربرد طاق‌ها و گنبدها به جای ستون‌ها و ادامهٔ الگوی باسیلیکا جز خصوصیات هنر رمی است که در دوران کارولنژین‌ها احیا شد. نقاشی در این دوران بیشتر شامل نقاشی‌های دینی بود و بدون برجسته‌نمایی و بر زمینهٔ روشن طراحی می‌شد.
هنر کارولنژین‌ها در این دوره به ترسیم بدن انسان‌ها از زوایای مختلف پرداخت و موفق شد شکل سه بعدی از آن‌ها ایجاد کند و به این ترتیب یکی از خصوصیات هنر کلاسیک بازسازی شد. مثلاً دست نوشتهٔ اوترخت-سالتر نقاشی ساده‌ای بود که بدون رنگ و اقتباس شده از نقاشی‌های شرقی-مسیحی طراحی شده بود. در دربار شارلماین کارگاه‌هایی وجود داشت برای فعالیت‌های هنری مختلف، نقاشی‌ها و کنده‌کاری‌های روی فلز و مابقی آثار به ابعاد کوچکی ساخته می‌شد. آن‌ها هنوز بدویت خود را داشتند و به همین خاطر توان ساخت تندیس و تولیدات بزرگ را نداشتند. پس از سلطنت شارلماین دربار دیگر آن اهمیت فرهنگی سابق را نداشت و دیگر دیرها به منطقه‌ای برای ادب و هنرپروری تبدیل شده بود. در دوران شارلماین اثر برجسته‌ای که ساخته شد، کلیسا اکس لاشاپل (آخن) بود. کلیسا به سبک بیزانسی ایجاد شده بود و دارای گنبدی ۸ ضلعی با ۴۷ فوت ارتفاع بود؛ به جز این کلیسا حدود ۲۶ کلیسا دیگر و ۴۱۷ صومعه ایجاد شد.

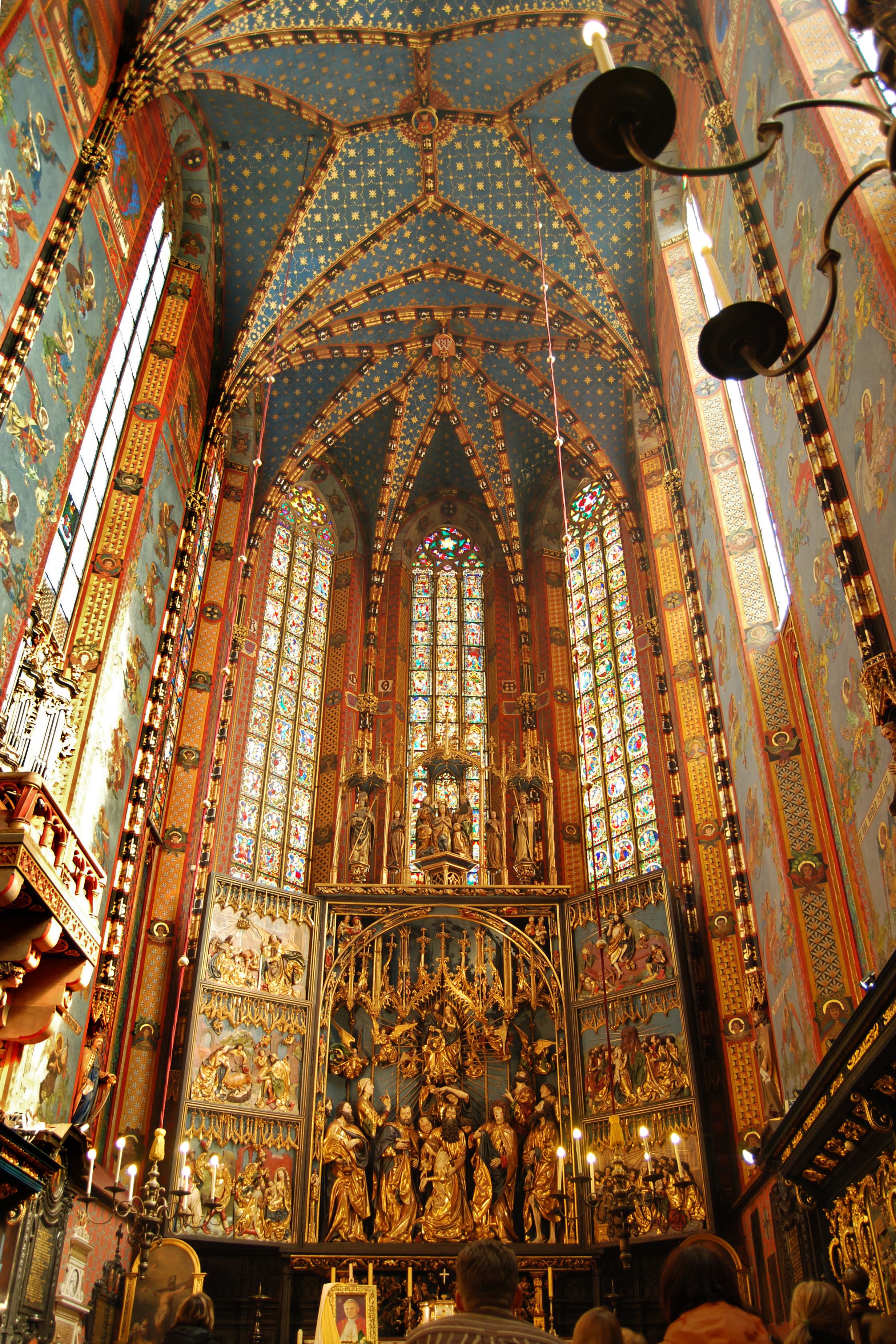
معماری به سبک گوتیک
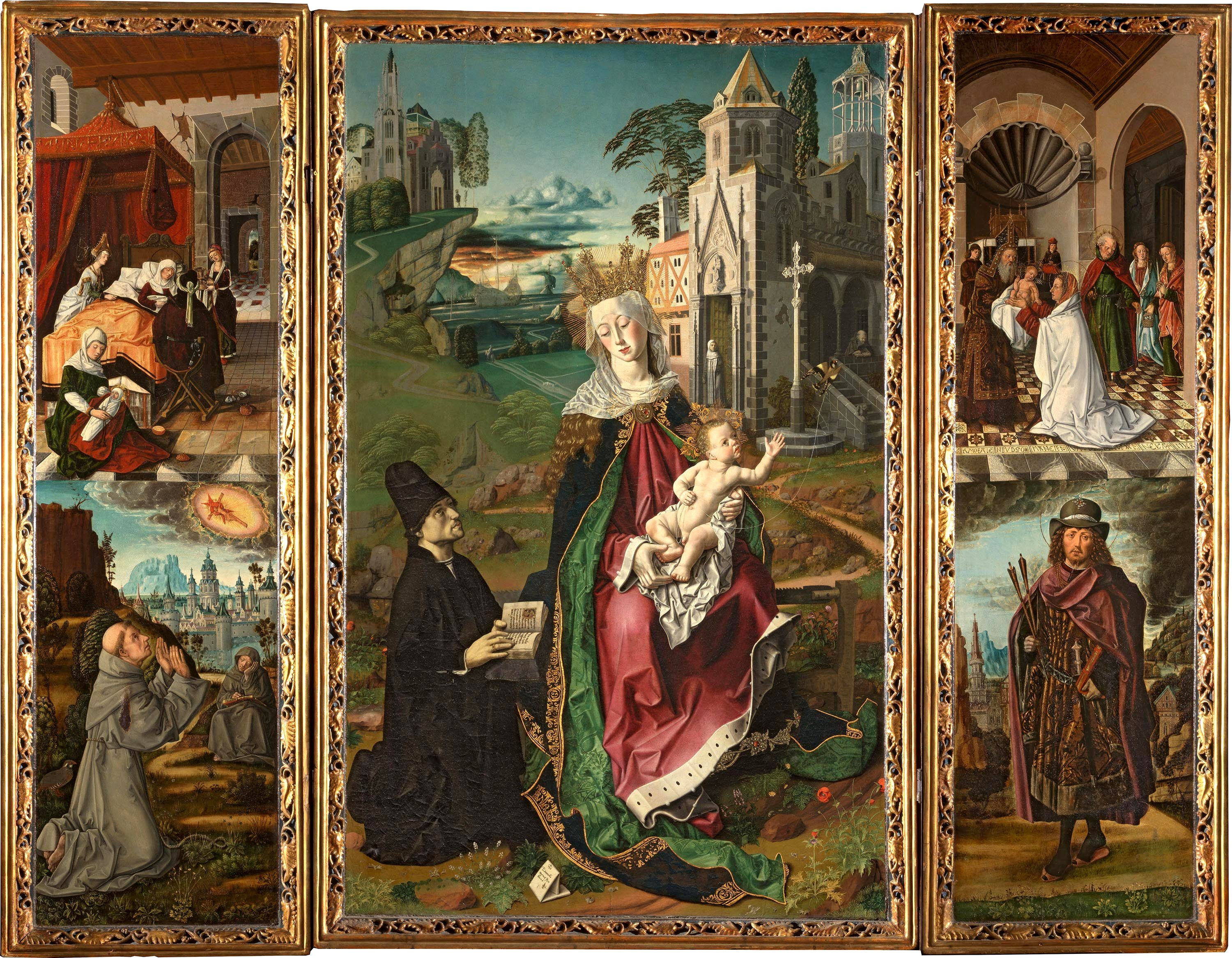
نقاشی به سبک گوتیک
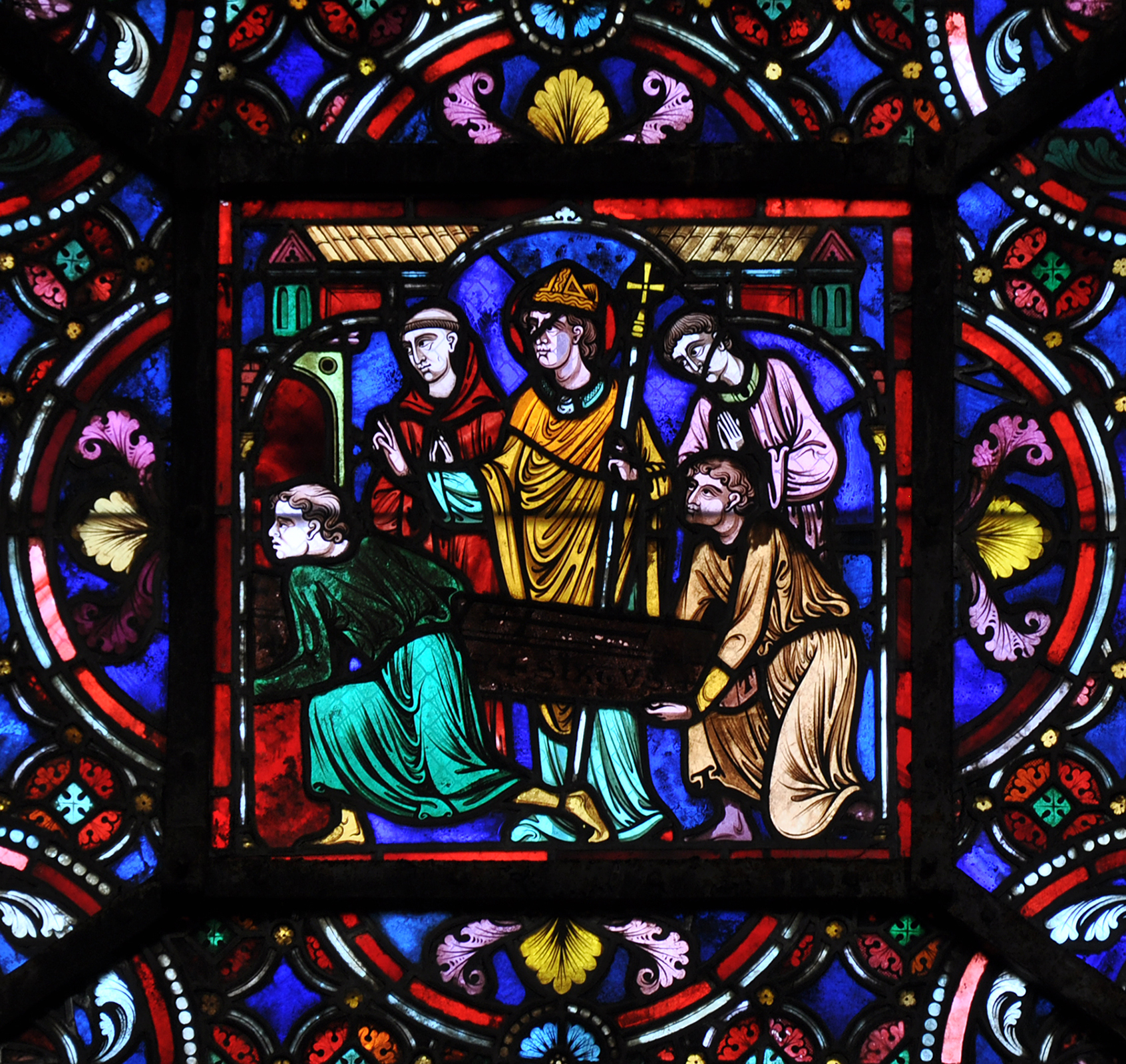
شیشه‌های سفارشی سوئیسون
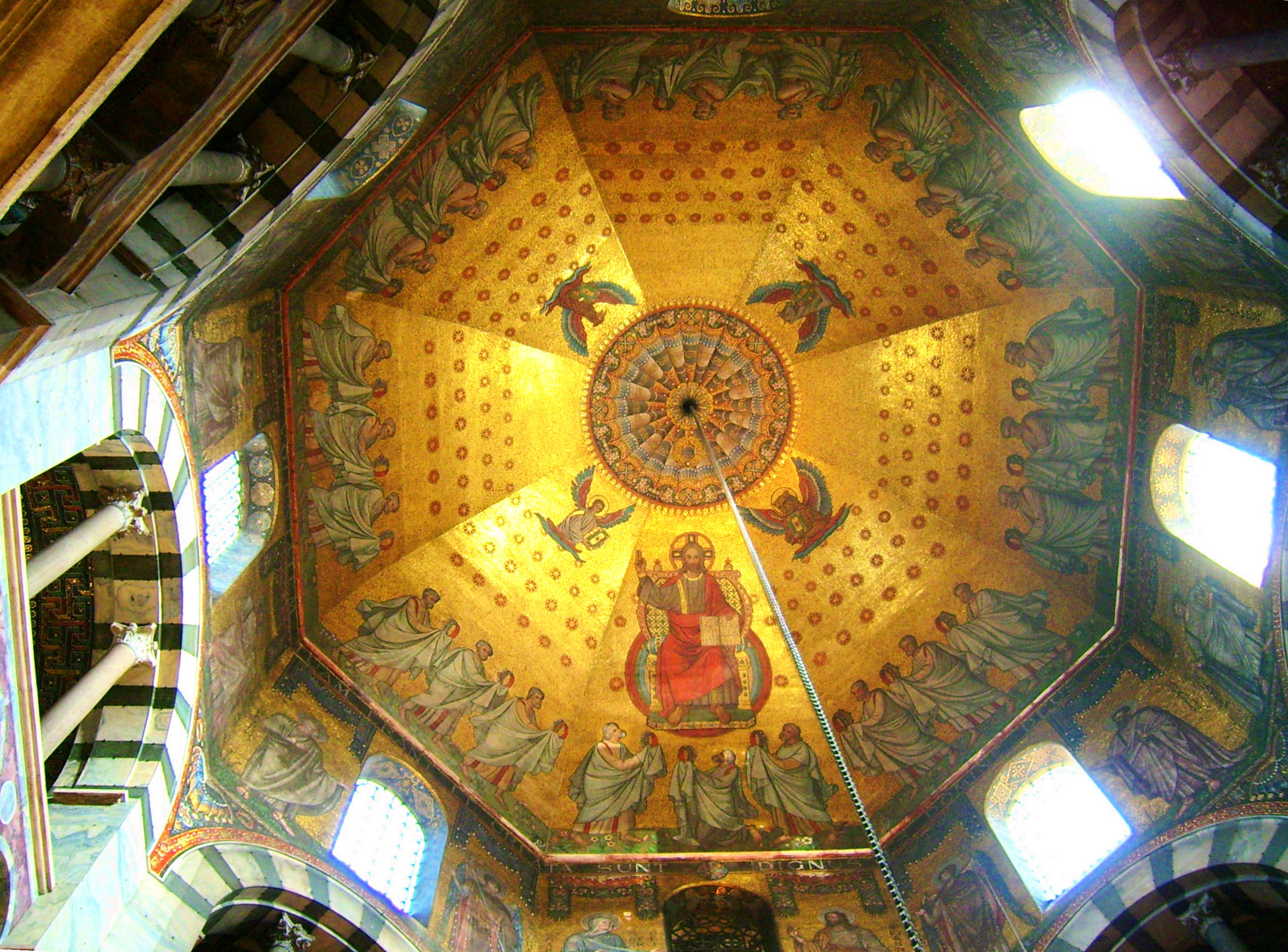
کلیسا اکسل لاشاپل

## شکل‌گیری فئودالیسم
در انتهای دوران کارولنژین، اقوام خارجی هجوم آوردند و دنیای کارولنژینی را نابود کردند، مردم به دنبال مناسبات جدید بودند؛ اربابی که از آن‌ها در برابر دشمن حمایت کند و این چنین قرار و مدارها و سوگندهایی میان این اربابان و رعیت‌ها ثبت شد. این قراردادها شالودهٔ تشکیلات اجتماعی جدید را به وجود آورد که در دوران بعد تبدیل به نظام فئودالی و زمین‌داری شد. زمین‌داری از دو جز تشکیل شده بود؛ یکی عنصر انسانی بود که رعیت یا خراجگزار نام داشت و دیگری عنصر ملکی بود که شامل همان اقطاع و زمین می‌شد. رسم رعیتی از جامعهٔ ژرمنی گرفته شده بود؛ در این رسم زمین‌دارانی حضور داشتند که تعدادی از رعیت‌ها به آن‌ها خدمت می‌کردند و از دستورات آن‌ها تبعیت می‌کردند. تاسیتوس در این مورد این چنین می‌گوید: 
| « | در هنگامهٔ جنگ اگر ارباب نمی‌توانست از نظر شجاعت از رعایای خود سبقت بگیرد سرشکسته می‌شد… اگر رعایا بدون ارباب از میدان نبرد بازمی‌گشتند رسوا و قبیح شمرده می‌شد. | » |

 طبق قواعدِ ژرمن‌ها، روابطی که میان رئیس و تابع بود کاملاً برابر و شرافتمندانه بود. تا قرن ۸ میلادی فردی که در حیطهٔ نظامی به اربابی خدمت می‌کرد، رعیت ملک تیول یا نوکر می‌شد. در اواخر دورهٔ امپراتوری روم ملازمان توسط زمین‌داران اجیر می‌شدند و این رفتار به صورت یک رسم درآمده بود. در دوران کارولنژیان، عنصر انسانی که قبلاً به آن صورت اجیر می‌شد، به عنوان شخص تیولدار درآمد و این تحول به این دلیل بود که پادشاه به مردان جنگجو نیاز داشت. مردانی سواره که ارتش او را تشکیل دهند. در قرن ۸ اسب‌هایی قوی هیکل به میدان‌های نبرد آورده‌شدند و قبل از آن بود که سواران و کمانداران جایگزین آن‌ها بودند. در جامعهٔ قرون وسطا که تجارت هنوز از رونق خوبی برخوردار نشده بود، زمین بسیار مهم بود و ارباب در ازای خدمتی که رعیت در زمین او به انجام می‌رساند، به او خدمت نظامی می‌کرد؛ درواقع منظور از فئودالیسم پیوند میان عنصر انسانی، رعیتی و ملکی است. تا قرن ۹ میلادی، واگذاری زمین‌ها به دلیل اعمال قدرت سیاسی بیشتر شکل تیولداری به خود گرفت. تیول و زمین بود که ارباب در ازای خدمت نظامی به رعیت می‌داد و با گذر زمان این اعطا را به این منظور برداشت کردند که حق حاکمیت و حقوق سیاسی آن ملک در دست آنان است. هنگامی کارولنژیان فروپاشیدند، تعداد بسیاری از اربابان به وجود آمدند و روابط تیولداری به مرور زمان بچیده‌تر شد. زمین‌داران پادشاه، تیول را به افراد دیگر واگذار می‌کردند و این امر باعث شد تیولداری وارد فرایندهای پیچیده‌ای شود. در طول سدهٔ ۹ میلادی، شاهان موفق نشدند به آن صورت امنیت مردم را فراهم کنند و همین امر باعث شد تیولداری گسترش بیشتری پیدا کند. این تیول‌ها حق حاکمیت می‌یافتند و به اربابان قدرت حکومت عطا می‌کردند. زمین‌داری از ویژگی‌های دوران کارولنژین بود و بین رودهای راین و لوار در سرزمین‌های فرانکی همچنان جریان دارد. این پدیدهٔ کارولنژینی در آلمان، پادشاهی‌های اسلاوی و انگلیس نیز به صورت خاص دیگری گسترش پیدا کرد اما در اسپانیا و اسکاندیناوی خیلی پیشرفت نکرد.